# Rat u Bosni i Hercegovini
Rat u Bosni i Hercegovini bio je međunarodni oružani sukob koji se vodio na području Bosne i Hercegovine između 18. rujna 1991. i 14. prosinca 1995. godine. Rat je izbio povodom raspada Socijalističke Federativne Republike Jugoslavije. Suprotstavljene snage su bile Republika Bosna i Hercegovina - inače cjelina čiju su cjelovitost u dotadašnjoj povijesti održavale veće države u čijem se sastavu nalazila, od Osmanskog Carstva, preko Austro-Ugarske do SFRJ - i samoproglašeni srpski i hrvatski eniteti unutar Bosne i Hercegovine, Republika Srpska (prvobitno Srpska Republika Bosna i Hercegovina) i Hrvatska Republika Herceg-Bosna, koje su podržane od SR Jugoslavije i Republike Hrvatske.
Još od proljeća 1991. god., Srpska Demokratska Stranka BiH je u suradnji s Jugoslavenskom narodnom armijom potajice počela s naoružavanjem i organiziranjem etničkih Srba u BiH; koristilo se oružje koje je JNA prevozila iz skladišta na području Hrvatske. U prosincu 1991. god. je Generalštab JNA službeno donio Direktivu o upotrebi oružanih snaga u narednom periodu za pripremu i izvođenje borbenih dejstava (str. pov. broj: 2256-1 od 10. 12. 1991.): u njoj se kao glavni cilj snaga JNA u očekivanom ratu navodi - zaštitu srpskog stanovništva. U BiH su koncentrirane postrojbe koje su nakon rata 10-dnevnog rata u Sloveniji i početnih faza Domovinskog rata u Hrvatskoj povučene iz vojarni u tim republikama. Tako je početkom 1992. JNA u BiH držala vojne snage sa 100.000 vojnika s velikom količinom vojne opreme. U pripremi za očekivani rat u na području BiH, JNA je sve važnije pogone za proizvodnju naoružanja i važnije zalihe streljiva izmjestila na područje Srbije.
Sve tri strane koriste različit naziv i nadnevak početka rata. Hrvati, protekli rat, nazivaju Domovinski rat, a za početak rata obično uzimaju 1. listopada 1991. godine, kada je JNA razorila hrvatsko selo Ravno u istočnoj Hercegovini. Pouzdanija je mjera početka da je velikosrpska agresija započela u Hercegovini već 19. rujna 1991., kad je JNA s 20-ak tisuća vojnika zauzela Dubravsku visoravan. Već sutradan je napala, zatim potpuno razorila te nastavila napadati ka Slanom i Dubrovniku, dok je drugom branom zauzela zračnu luku u Mostaru, grad Mostar, te se rasporedila na granice općine Mostara, davši do znanja da i općinu Mostar pripaja srpskom području, te odsijecajući Mostar od ostalog dijela zapadne Hercegovine. potom pristuplja masovnom dijeljenu vojnog naoružanja etničkim Srbima u Hrvatskoj i u Bosni i Hercegovini.
Srbi iz Bosne i Hercegovine ga nazivaju Obrambeno-otadžbinski rat, a za početak uzimaju 1. ožujka 1992. godine, napad na svadbenu povorku, u kojem je ubijen mladoženjin otac (stari svat) na Baščaršiji, u Sarajevu; inače je već 9. siječnja 1992. godine proglašena Republika Srpska, s nejasnim granicama, u jasnoj povredi suvereniteta i teritorijalne cjelovitosti BiH. Bošnjaci ga nazivaju Agresija na Bosnu i Hercegovinu, a za početak uzimaju 1. travnja 1992. godine, kada su srpske paravojne postrojbe po naređenju šefa srbijanske tajne službe Jovice Stanišića prešle granicu, napale grad Bijeljinu i izvršile prvi pokolj Bošnjaka.
Rat je bio dijelom raspada SFRJ, kao nova epizoda velikosrpske agresije. Nakon slovenskog i hrvatskog razdruženja od Socijalističke Federativne Republike Jugoslavije tijekom 1991. godine, multietnička Socijalistička Republika Bosna i Hercegovina, koja je bila naseljena muslimanskim Muslimanima-Bošnjacima (44 %), pravoslavnim Srbima (31 %) i katoličkim Hrvatima (17 %), na referendumu 29. veljače i 1. ožujka 1992., se odlučila za neovisnost. To su odbili politički predstavnici Srba (SDS), koji su bojkotirali referendum i spriječili njegovo održavanje u pojedinim dijelovima zemlje, u siječnju proglašenim dijelom Srpske Republike BiH. Nakon proglašenja neovisnosti (EZ i SAD su priznali RBiH, 6. i 7. travnja, a u UN je primljena 22. svibnja), bosanskohercegovački Srbi koje je podržavala srbijanska vlada Slobodana Miloševića i Jugoslavenske narodne armije (JNA), mobilizirali su svoje snage unutar Republike Bosne i Hercegovine kako bi prisvojili što više prostora koji će proglasiti za srpski teritorij, što se uskoro pretvorilo u velikosrpsku agresiju diljem zemlje, popraćenu etničkim čišćenjem Muslimana u Podrinju, Hrvata u Bosanskoj Posavini te Muslimana i Hrvata u Bosanskoj Krajini.
To je prvenstveno teritorijalni sukob, u početku između srpskih snaga, uglavnom organiziranih u Vojsci Republike Srpske (VRS) - nastalom dodjeljivanjem cjelokupnih postrojbi JNA, sa svim naoružanjem i osobljem, koje su i nadalje primale cjelokupnu opskrbu i plaće iz Beograda, odakle su na službu u postrojbama VRS u smjenama slani i vojni zapovjednici iz sastava Vojske Jugoslavije - na jednoj strani, te na drugoj strani hrvatskih snaga u Hrvatskom vijeću obrane (HVO) i Armije Republike Bosne i Hercegovine (ARBiH), većinom sastavljene od Muslimana. Ovdje se radilo dakle o dvjema stranama, velikosrpskog agresora i vojnih snaga koje su branile BiH: Hrvata i Muslimana. Hrvatskoj nesklone zemlje odnosno zemlje nesklone savezu Hrvata i Muslimana praktično od prvih mjeseca rata govorili su o "trima zaraćenim stranama", premda su u stvarnosti postojale samo dvije strane. Poslije, potkraj 1992., zbog gubitka teritorija u istočnoj Bosni (Podrinje) i velikog preljeva muslimanskih izbjeglica u središnju Bosnu, uz svesrdnu potporu britanskih agenata koji su pripremili teren, izbio je hrvatsko-muslimanski rat, rat unutar rata, koji se potom širi na sjevernu i središnju Hercegovinu. Sporazumom, potpisanim u Washingtonu, 18. ožujka 1994., uspostavljena je Federacija Bosne i Hercegovine, kojom je obnovljeno savezništvo Bošnjaka i Hrvata. U zajedničkim operacijama, u kojim je glavnu ulogu imala Hrvatska vojska, oslobođen je velik dio zapadne Bosne.
Nakon genocida u Srebrenici i drugog masakra na Markalama, Sjevernoatlanski savez (NATO) je intervenirao u oviru operacije Namjerna sila, granatirajući važne položaje Vojske Republike Srpske, što se uz oslobađanje zapadne Bosne, pokazalo kao ključno u okončanju rata. Rat je priveden kraju potpisivanjem Općeg okvirnog sporazuma za mir u Bosni i Hercegovini, u Parizu 14. prosinca 1995. Mirovni pregovori održani u gradu Daytonu, u američkoj saveznoj državi Ohio, završeni su 21. studenoga 1995. Uspjeli pregovori, poznati su pod nazivom Daytonski sporazum, čiji je sastavni dio Ustav Bosne i Hercegovine, koji određuje današnju Bosnu i Hercegovinu.
Rat je bio obilježen žestokim napadima, prekomjernim i neselektivnim granatiranjem, etničkim čišćenjima, koncentracijskim logorima, masovnim pokoljima i silovanjima. Događaji poput opsade Sarajeva i genocida u Srebrenici, postali su simboli ovoga rata. Prema izvješću američke Središnje obavještajne agencije (CIA) iz 1995., može se procijeniti da su snage Srba u Bosni i Hercegovini odgovorne za 90% ratnih zločina počinjenih tijekom sukoba. Svi glavni osnivači, tj. političke i vojne vođe Republike Srpske u vrijeme njenoga nastanka - Radovan Karadžić, Biljana Plavšić, Ratko Mladić  - osuđeni su na Međunarodnom sudu za ratne zločine počinjene na području bivše Jugoslavije, za zločin protiv čovječnosti, istrebljenje, ubojstva, ubojstvo kao kršenje zakona ratovanja, deportaciju, nehumana djela i prisilno premještanje, širenje terora, protupravne napade na civile, kršenja pravila rata i uzimanje talaca. S početkom 2008., Međunarodni kazneni sud za bivšu Jugoslaviju (ICTY) osudio je ukupno 45 Srba, 12 Hrvata i 4 Bošnjaka zbog ratnih zločina, počinjenih tijekom rata u Bosni i Hercegovini.
U Ratu u Bosni i Hercegovini je poginulo 101.040 ljudi, od čega 38.239 civila (31.107 Bošnjaka, 4178 Srba, 2484 Hrvata, 470 ostalih) i 57.701 vojnik (30.906 Bošnjaka, 20.775 Srba, 5919 Hrvata, 101 ostalih).  Među poginulima bilježi se 86.039 muškaraca, 9901 žena i 5100 osoba za koje nije upisan spol. Najviše je žrtava, 44.204, bilo 1992. godine.

## Političko stanje prije početka rata

### Raspad Jugoslavije
██ Jugoslavija (1943. – 1992.)
██ Hrvatska (1991. –)
██ HZ Herceg-Bosna (1991. – 1994.)
██ SR Jugoslavija (1992. – 2006.)
██ Republika Srpska (1992. –)
██ okupirani teritoriji RH-samoproglašena "RSK" (1991. – 1995.)
██ Rep. Bosna i Hercegovina (1992. – 1995.)
██ Makedonija (1991. –)
██ Slovenija (1991. –)
Rat u Bosni i Hercegovini je nastao kao rezultat raspada Socijalističke Federativne Republike Jugoslavije. Kriza u Jugoslaviji se pojavila slabljenjem dotadašnje komunističke vlasti, što se može okarakterizirati kao dio općih promjena, koje su uslijedile završetkom Hladnog rata. U Jugoslaviji, komunistička partija, službeno nazvana Savez komunista Jugoslavije (SKJ), gubi svoju ideološku snagu pred najezdom nacionalističkih ideologija, koje jačaju nakon prosvjeda na Kosovu. Dok je cilj srpskih nacionalista bila centralizirana zemlja, drugi narodi su težili federalizaciji i decentralizaciji zemlje.
U ožujku 1987., kriza u Jugoslaviji se produbila usvajanjem amandmana na Ustav Socijalističke Republike Srbije, koji su su dopustili srbijanskoj vlasti da nametne dominaciju nad socijalističkim autonomnim pokrajinama, Vojvodinom i Kosovom. Do toga trenutka, Vojvodina i Kosovo su bili samostalni u donošenju odluka i obje pokrajine su imale glas na jugoslavenskoj saveznoj razini. Tako je Srbija, pod novoizabranim predsjednikom Slobodanom Miloševićem, stekla kontrolu nad tri od ukupno osam glasova u jugoslavenskom Predsjedništvu. S dodatnim glasom iz Crne Gore, Srbija je na taj način mogla jako utjecati na odluke federalne vlasti. Ova situacija je dovela do prigovora u drugim republikama i poziva za reformu jugoslavenske federacije.
Na 14. izvanrednom kongresu SKJ, 20. siječnja 1990., delegacije republika nisu se mogle dogovoriti o glavnim pitanjima u jugoslavenskoj federaciji. Kao rezultat toga, slovenski i hrvatski delegati napustili su kongres. Slovenska delegacija, na čelu s Milanom Kučanom, zahtijevala je demokratske promjene i blažu federaciji, a srpska delegacija, na čelu s Miloševićem, protivi se tomu. Ovaj događaj se smatra kao početak kraja Jugoslavije.
Produbljenje krize omogućava nacionalističkim opcijama da dođu do vlasti u drugim republikama. Među njima, Hrvatska demokratska zajednica (HDZ) na čelu s Franjom Tuđmanom, je bila najistaknutija, kao protuteža Miloševićevoj centralističkoj politici. Dana 22. prosinca 1990., Hrvatski sabor usvaja novi Ustav, a Srbi tvrde da su im oduzeta neka prava, koja su imali u prethodnom, socijalističkom ustavu. To je stvorilo temelj za nacionalističke akcije među Srbima u Hrvatskoj. Ubrzo nakon usvajanja novog ustava, Slovenija i Hrvatska započinju proces osamostaljivanja. 25. lipnja 1991. Slovenija i Hrvatska su proglasile neovisnost, što je dovelo do kratkog oružanog sukoba u Sloveniji, nazvanog Desetodnevni rat, ali i sveopćeg rata u Hrvatskoj, u područjima sa značajnim brojem srpskog stanovništva. Domovinski rat je rezultirao Rezolucijom Vijeća sigurnosti UN-a 743, donesenu 21. veljače 1992., koja je stvorila Zaštitne snage Ujedinjenih naroda (UNPROFOR), u skladu s Izvješćem Glavnog tajnika S/23592, 15. veljače 1992.

### Prvi demokratski izbori
Nove političke snage pojavile su se i na političkoj sceni SR Bosne i Hercegovine. Najprije je u Sarajevu, u svibnju 1990. osnovana stranka muslimanskog naroda, imena Stranka demokratske akcije. Njen prvi predsjednik je bio Alija Izetbegović, koji je tijekom osamdesetih godina, bio osuđen na robiju zbog promicanja ideja panislamizma i vjerskog fundamentalizma, sadržanog u Islamskoj deklaraciji. Uz mnogobrojne političke mitinge i vjersko-političke manifestacije, uz politizaciju srpskih žrtava iz Drugoga svjetskog rata, u Sarajevu je 12. srpnja 1990. osnovana Srpska demokratska stranka, čiji je predsjednik postao Radovan Karadžić.
Program Franje Tuđmana i Hrvatske demokratske zajednice snažno je utjecao na Hrvate u Bosni i Hercegovini, tako je posljednja nacionalna politička stranka, Hrvatska demokratska zajednica Bosne i Hercegovine, osnovana u kolovozu 1990. Za predsjednika stranke najprije je izabran Davor Perinović, no nakon njegova posjeta Hrvatima u Australiji došlo je do određenih tenzija pa je 7. rujna iste godine opozvan s dužnosti. Na njegovo mjesto izabran je Stjepan Kljujić.
Na prvim slobodnim demokratskim skupštinskim izborima 18. studenoga 1990. godine, pobijedila je koalicija tri najveće nacionalne stranke u zemlji sastavljena od Stranke demokratske akcije, Srpske demokratske stranke i Hrvatske demokratske zajednice. 
| Politička stranka              | Vijeće građana | Vijeće općina |
| Stranka demokratske akcije     | 43             | 43            |
| Srpska demokratska stranka     | 34             | 38            |
| Hrvatska demokratska zajednica | 21             | 23            |
| ostale stranke                 | 32             | 6             |

Nacionalne stranke su, bez obzira na povremena prepucavanja i uzajamne optužbe oko metoda agitacije (npr. nerijetko vezanje zelene zastave SDA i hrvatske trobojnice) i straha da se ne napravi politički savez Muslimana i Hrvata protiv Srba, ipak su uspostavile prešutni savez. Iako su se programski i politički međusobno razlikovale, osnovni razlog koji ih je povezivao i stvarao idilu harmonije i tolerancije bio je antikomunizam, odnosno zajednička želja da dotadašnjoj socijalističkoj vlasti u zemlji dođe kraj.
Stranke su podijelile vlast po nacionalnom ključu, tako da je za predsjednika Predsjedništva Republike Bosne i Hercegovine izabran Musliman, prvobitno Fikret Abdić, koji je mjesto ustupio Aliji Izetbegoviću. Za predsjednika Skupštine izabran je Srbin Momčilo Krajišnik, a za predsjednika Vlade Hrvat Jure Pelivan. Sporazum o podjeli vlasti funkcionirao je za vrijeme izborne utrke, u pobjedi na izborima, te u podjeli funkcija, čime je ustvari i okončan. U Skupštini Bosne i Hercegovine, HDZ-u BiH pripalo je 18,35 %, SDS-u 30,00 %, a SDA 35,83 % zastupničkih mjesta. Njihova raspodjela uvelike je odgovarala udjelima pojedinih naroda u ukupnom stanovništvu.
██ Muslimani (današnji Bošnjaci)
██ Srbi Bosne i Hercegovine
██ Hrvati Bosne i Hercegovine
Popis stanovništva, objavljen 31. ožujka 1991. za BiH navodi ukupno 4.377.033 stanovnika.
| Narod       | Broj      | Udio u ukupnom broju stanovnika |
| Muslimani   | 1.902.956 | 43,47 %                         |
| Srbi        | 1.366.104 | 31,21 %                         |
| Hrvati      | 760.852   | 17,38 %                         |
| Jugoslaveni | 242.682   | 5,54 %                          |
| ostali1     | 104.439   | 2,38 %                          |

1 Pod kategoriju ostali, navedeni su sljedeći narodi i narodnosti: Crnogorci, Makedonci, Slovenci, Albanci, Česi, Talijani, Židovi, Mađari, Nijemci, Poljaci, Romi, Rumunji, Rusi, Rusini, Slovaci, Turci, Ukrajinci, te ostali s nepoznatomm, regionalnom i neizjašnjenom nacionalnom pripadnošću.
Po popisu stanovništva 1991. godine Bošnjaci su bili većina u 45 općina (u 13 relativna, u 31 apsolutna), Srbi u 34 općina (5 relativna, 29 apsolutna), a Hrvati su bili većina u 20 općina (6 relativna, 14 apsolutna).

### Političko stanje nakon izbora
Unatoč tome što su se navedene stranke uspjele dogovoriti oko uspostave koalicijske vlasti, njihovo daljnje usuglašeno djelovanje bilo je krajnje otežano, poglavito zbog različitih gledišta na rješenje najvažnijega političkog pitanja u tadašnjoj Jugoslaviji, onog koje se odnosilo na njezino unutrašnje preustrojstvo. Pozicije između HDZ-a i SDS-a bile su radikalno suprotstavljene. U skladu s općehrvatskim opredjeljenjem i stavom same Hrvatske, HDZ BiH zalagao se za konfederalizaciju zajedničke države.
Nasuprot tome, na temelju gotovo općega srpskog i opredjeljenja Srbije, SDS se zalagao za transformaciju Jugoslavije u unitarnu državnu tvorevinu. SDA je načelno bio za njezinu konfederalizaciju. Ipak, zbog bojazni od moguće srpske reakcije, dugo je bio spreman na izrazite ustrojstvene kompromise, čak i one koji su gotovo vodili prihvaćanju srpske, unitarističke, koncepcije
Stvarni raspad Jugoslavije u lipnju 1991., otvorena velikosrpska agresija na Hrvatsku te međunarodna podrška opstanku Jugoslavije, ali kao svojevrsne zajednice neovisnih država, koja je, pošto je u rujnu utemeljena Međunarodna konferencija o Jugoslaviji (MKBJ) pod vodstvom Petera Carringtona (EZ), konkretizirana već u inicijalnoj verziji Carringtonova plana, doveli su do toga da se osnovno političko pitanje u BiH svelo na pitanje njezina državnopravnog statusa i unutrašnjeg uređenja.
Međunarodna podrška jačanju republičkih subjektiviteta imala je presudan utjecaj na prestanak konceptualnoga prilagođavanja SDA srpskim političkim ciljevima te na njezino otvoreno zalaganje za državnu samobitnost Bosne i Hercegovine. Time su početkom listopada 1991. stvoreni uvjeti za nastanak neformalne hrvatsko-muslimanske koalicije, koja, koristeći se pogodnim međunarodnim okolnostima, otpočinje djelovati prema bosanskohercegovačkoj neovisnosti.
15. listopada 1991., Skupština SR Bosne i Hercegovine u Sarajevu donijela je Memorandum o suverenosti Bosni i Hercegovine (Pismo namjerama) i Platformu o položaju BiH, prostom većinom.  Tim činom odlučeno je da se povuku predstavnici BiH iz rada saveznih organa dok se ne postigne dogovor između svih republika koje sačinjavaju Jugoslaviju. Memorandum su oštro osporili članovi parlamenta iz reda SDS-a, tvrdeći da su za amandman LXX Ustava potrebna proceduralna jamstva i dvotrećinska većina. O memorandumu se svejedno raspravljalo, što je dovelo do bojkota Skupštine od strane SDS-a, tijekom kojeg je memorandum usvojen.

### Stvaranje Republike Srpske
Odmah nakon izbora, Srbi osnivaju po općinama nelegalna "nacionalna vijeća", koja u proljeće 1991. prerastaju u "zajednice općina", a ove pak od rujna do studenoga u pet srpskih autonomnih oblasti: Bosansku krajinu, Sjevernu Bosnu, Semberiju, Romaniju i (Istočnu) Hercegovinu. U njima Srbi uspostavljaju paradržavnu upravu, pripravljaju oružanu pobunu, u čemu im osobito pogoduje koncentracija JNA u Bosni i Hercegovini nakon povlačenja iz Slovenije i Hrvatske te sudjeluju u velikosrpskoj agresiji na Hrvatsku.
U scenariju nasljeđenom iz Hrvatske, Srbi u Bosni i Hercegovini raspisuju za 9 i 10. studenoga 1991. godine referendum srpskog naroda. Srbi na tom referendumu izglasavaju stvaranje samostalne srpske republike na teritoriju Bosne i Hercegovine s namjerom da se priključe ostacima Jugoslavije. Središnja vlast u Sarajevu će referendum uskoro proglasiti protuzakonitim. Srpski članovi Skupštine, napuštaju središnji parlament u Sarajevu i formiraju Skupštinu srpskog naroda u Bosni i Hercegovini 24. listopada 1991. što označava kraj troetničke koalicije, koja je vladala nakon izbora 1990. Srpske autonomne oblasti proglašene su Srpskom Republikom Bosnom i Hercegovinom, 9. siječnja 1992., dok je 28. veljače donijet Ustav, u kojem je proglašena dijelom jugoslavenske federalne države.

### Stvaranje hrvatskih zajednica
Ne dovodeći u pitanje svoju potporu državnoj neovisnosti i teritorijalnoj cjelovitosti, Hrvatska demokratska zajednica Bosne i Hercegovine, kao vrhovna politička i društvena institucija Hrvata u Bosni i Hercegovini, zalagao se za njezino ustrojstvo kao složene federativne države konstituirane od samoupravnih, uvjetno rečeno nacionalnih, teritorijalnih jedinica.
HDZ zaključuje da Predsjedništvo BiH, svojim neodređenim stavovima i Vlada BiH svojim konkretnim mjerama ništa nije kvalitetnije poduzela za rješavanje nastale sitacije; polarizacija na nacionalnoj osnovi u potpunosti je paralizirala Skupštinu BiH, a HDZ-ovi zastupnici su postali marionete politike SDA; Ministarstvo obrane BiH nijemo gleda mobiliziranje rezervista u BiH, dok naoružuane četničke bande šire paniku i nered, a gospodarstvo je u potpunom kolapsu.
Na prekretnici, hrvatsko se samoorganizirano djelovanje posebice snažno očitovalo osnivanjem niza teritorijalno-samoupravnih hrvatskih zajednica. Prva takva zajednica bila je Bosanska Posavina, koja je osnovana 12. studenoga 1991., slijedile su Herceg-Bosna 18. studenoga 1991., Usora 14. siječnja 1992. i Srednja Bosna 27. siječnja 1992. godine.

### Republika Bosna i Hercegovina
Nakon što je u listopadu nastala neformalna hrvatsko-muslimanska koalicija, koja je donijela Memorandum o suverenosti BiH, tijekom čijeg su donošenja zastupnici SDS-a bojkotirali Skupštinu, nastavljene su daljnje aktivnosti prema neovisnosti.
Na razini Predsjedništva i Vlade SR BiH donesena je odluka prema kojoj se regruti i rezervni sastav neće slati u JNA. Ujedno, mobilizirani su rezervni odredi MUP-a SR BiH i upućeni prema Bosanskoj Gradiški i Bosanskoj Kostajnici da bi spriječili eventualne sukobe i napade na Hrvatsku iz Bosne i Hercegovine. Ipak, nisu uspjeli u svom zadatku jer su ih zaustavile srpske paravojne formacije.
Badinterova komisija u svom mišljenju broj 4 o Bosni i Hercegovini, izjavljuje da neovisnost Bosne i Hercegovine ne treba priznati, jer ta zemlja još nije održala referendum o neovisnosti. SDA i HDZ zajednički pristaju na Carringtonov plan, upućuju zahtjev za neovisnošću BiH i izglasavaju Deklaraciju o suverenosti BiH, u prosincu 1991. 25. siječnja 1992. godine, sat vremena nakon što je odgođena sjednica, Skupštine SRBiH na poticaj EZ poziva na referendum o neovisnosti.
U konačnici, usuglašeno djelovanje SDA i HDZ-a okrunjeno je početkom travnja 1992. međunarodnim priznanjem BiH. Referendum o neovisnosti Bosne i Hercegovine je proveden 29. veljače i 1. ožujka 1992. Glasovalo je ukupno 2.073.568 glasača, odnosno 63,6 % biračkog tijela, od čega je 99.7 % bilo za neovisnost. SDS je pozvao Srbe na bojkot referenduma i spriječio njegovo održavanje u pojedinim dijelovima zemlje. Dana 4. travnja 1992., krnje Predsjedništvo SR BiH (bez Srba) u Sarajevu proglasilo je izmjenu naziva Socijalističke Republike Bosne i Hercegovine u Republika Bosna i Hercegovina, a neovisnost je proglašena 5. ožujka. Na temelju afirmativnih rezultata referenduma, Europska zajednica priznaje Bosnu i Hercegovinu 6. travnja, Sjedinjene Američke Države, 7. travnja, a u Ujedinjene narode, primljena je 22. svibnja 1992.
Unatoč zajedničkom djelovanju na postizanju neovisnosti, SDA i HDZ radikalno su se razlikovale u svojim stavovima prema unutrašnjem uređenju. Predstavljajući najbrojniju etničku zajednicu, za koju se u skladu s demografskim trendovima moglo pretpostaviti da će vrlo skoro steći apsolutnu brojčanu nadmoć, SDA se zalagao za unitarnu, etnički centraliziranu BiH, po principu "jedan čovjek, jedan glas". Ne dovodeći u pitanje svoju potporu državnoj neovisnosti i teritorijalnoj cjelovitosti, HDZ se zalagao za njezino ustrojstvo kao složene (kon)federativne države konstituirane od samoupravnih, uvjetno rečeno nacionalnih, teritorijalnih jedinica, što će se očitovati stvaranjem hrvatskih zajednica.
Takvo će se mimoilaženje u stavovima, očitovati pri samoj eskalaciji rata jer će zastupnici HDZ-a napustiti Skupštinu i Vladu, a s obzirom na to da su to učinili zastupnici SDS-a, još u siječnju 1992., iste prestaju s radom. Isto će se dogoditi u Predsjedništvu, no tu će upražnjena srpska i hrvatska mjesta biti popunjena ljudima, podobnim bošnjačkoj politici. Iako međunarodno priznata država, Republika Bosna i Hercegovina će, de facto, postati isključivo muslimanska državica, na teritoriju, koji je pod svojom kontrolom držala Armija RBiH.
Ustavni sud RBiH, sačinjen većinom od Bošnjaka, proglasit će Hrvatsku zajednicu Herceg-Bosnu, nelegalnom 14. rujna 1992. godine iako je ona osnovana sukladno tadašnjim ustavnim rješenjima (ustav SR BiH) o osnivanju zajednica općina.
Grb i zastava Republike Bosne i Hercegovine, kao i himna Jedna i Jedina, usvojena u rujnu 1992., postaju nacionalni simboli Muslimana. Predsjedništvo RBiH donosi novi ustav 24. veljače 1993. Na Prvom bošnjačkom saboru, 27. rujna 1993., Muslimani su promijenili svoje ime, postali su Bošnjaci. Potpisivanjem Washingtonskog sporazuma, 18. ožujka 1994., unutar Republike Bosne i Hercegovine, stvoren je zajednički, bošnjačko-hrvatski entitet, Federacija BiH. Potpisivanjem Daytonskog sporazuma, 14. prosinca 1995., bošnjačko ime je potvrđeno, a Republika Bosna i Hercegovina, kao izravni i glavni prethodnik današnje Bosne i Hercegovine, prestala je postojati.

### Carrington-Cutileirov mirovni plan
Lisabonski sporazum, također poznat kao Carrington-Cutileiro plan, nazvan po svojim tvorcima Peteru Carringtonu i portugalskom veleposlaniku Joseu Cutileiru, proizašao je iz konferencije održane od strane Europske zajednice, u rujnu 1991. u pokušaju da spriječi rat u Bosni i Hercegovini. U trenucima kada je postalo očito pripremanje srpske vojske za rat i nakon što su Ujedinjeni Narodi i Europska zajednica odbili prijedloge Bosne i Hercegovine, europske sile predvođene Velikom Britanijom počinju raditi na prvom mirovnom planu.
Predstavljena su načela o novom ustavnom ustrojstvu Bosne i Hercegovine. Planom je popraćeno tadašnje stanje u državi, postojanje srpskih autonomnih oblasti i hrvatskih zajednica. Predložena je etnička podjela vlasti na svim razinama vlasti i devoluciju središnje države na lokalne etničke zajednice. Međutim, svaka općina Bosne i Hercegovine će biti klasificirana kao muslimanska, srpska ili hrvatska prema planu, čak i one gdje, etnička većina nije bila očita. Po tom planu u sastav srpske konstitutivne jedinice trebalo je ući 37 općina (44 % teritorija), u sastav bošnjačke 52 općine (44 % teritorija), a u sastav hrvatske 20 općina (12 % teritorija). 18. ožujka 1992, sve tri strane su potpisale sporazum; Alija Izetbegović za Muslimane, Radovan Karadžić za Srbe i Mate Boban za Hrvate.
Međutim, 28. ožujka, Izetbegović, nakon susreta s tadašnjim američkim veleposlanikom u Jugoslaviji, Zimmermannom, u Sarajevu, povlači svoj potpis i objavljuje svoje protivljenje bilo koje vrste etničke podjele BiH. Što je tko rekao ostaje nejasno. Zimmerman poriče da je rekao ako Izetbegović povuče svoj potpis, Sjedinjene Države će dati međunarodno priznanje BiH kao neovisne države. Neosporno je da Izetbegović isti dan, povlači svoj potpis i odriče se sporazuma.

### Embargo na uvoz oružja
25. rujna 1991., Vijeće sigurnosti Ujedinjenih naroda je usvojilo Rezoluciju 713 o nametanju embarga na uvoz svih vrsta oružja i vojne opreme u Jugoslaviju. Embargo je bio najviše na štetu Armije Republike Bosne i Hercegovine i Hrvatskog vijeća obrane, jer je srpska strana naslijedila velik dio arsenala Jugoslavenske narodne armije. Više od 55 % skladišta oružja i vojarni bivše Jugoslavije bili su smješteni u Bosni i Hercegovini zbog brdskog terena, u očekivanju gerilskog rata. Mnoge od tih tvornica su bile pod kontrolom Srba, kao što je UNIS PRETIS u Vogošći, a druge nisu mogle raditi zbog nedostatka električne energije i sirovina. Vlada Republike Bosne i Hercegovine lobirala je za ukidanje embarga, ali tome su se protivile Velika Britanija, Francuska i Rusija. Američki prijedlozi nastavili su njihovu politiku, poznatu kao Lift and strike (pomoć i udar). Američki kongres je donio dvije rezolucije, koje pozivaju na ukidanje embarga, ali na obje, predsjednik Bill Clinton je uložio veto, zbog straha od stvaranja raskola između SAD-a i spomenutih zemalja.

## Počeci rata: Polog i Ravno
Dana 7. svibnja 1991., u selu Polog, na granici mostarske i širokobriješke općine, onemogućeno je kretanje kolone od preko 100 tenkova i oklopnih vozila JNA, koja se pod krinkom vojne vježbe uputila iz mostarske vojarne Sjeverni logor preko Širokog Brijega, Posušja i Tomislavgrada prema Kupresu. Tenkovi su zaustavljeni prepriječenim kamionima na dužini od nekoliko kilometara i nenaouružanim ljudstvom. JNA je tada tvrdila da se radi o redovnoj vojnoj vježbi i manevru, no Hrvati su shvatili da je kolona bila pripravna za oružanu borbu. Na zahtjev Generalštaba JNA i generala Blagoja Adžića u dotad posve nepoznato selo Polog stižu zbunjeni predstavnici bosanskohercegovačkih vlasti na čelu s predsjednikom predsjedništva Izetbegovićem i Kljujićem te pokušavaju nagovoriti okupljene Hrvate da se raziđu i tako omoguće daljnje kretanje tenkovske kolone. Međutim, ta misija nije uspjela. Okupljeno mnoštvo popustilo je tek nakon molbe hrvatskog predsjednika Franje Tuđmana i propustilo kolonu 9. svibnja 1991. godine.
Rast napetosti u Socijalističkoj Republici Bosni i Hercegovini doveo je do masovnog osobnog naoružavanja i porasta broja incidenata. Prema podacima republičkog MUP-a iz lipnja 1991. godine, 92.500 Bošnjaka prijavilo je 110.400 komada oružja, 131.900 Srba prijavilo je 157.200 komada oružja, a 43.000 Hrvata je prijavilo 51.800 komada oružja. Smatra se da je stvarni broj oružja u posjedu građana bio gotovo triput veći. Oružje koje je JNA dovozila 1990. počelo se dijeliti bosanskohercegovačkim Srbima za napad na Hrvatsku. Od srpnja 1990., JNA naoružava srpske paravojne snage u Vogošći, Ilijašu, Hadžićima, Brezi, Visokom, Zenici, Doboju, Brčkom i Foči. Bez obzira na embargo, u izvještaju Druge vojne oblasti JNA, piše da je Srbima do 20. ožujka 1992., podijeljeno 51.900 primjeraka lakog oružja, a Srpska demorkatska stranka je nabavila još 17.300 pušaka.
Od jeseni 1991. godine do početka rata, širom Bosne i Hercegovine dolazi do brojnih incidenata. 18. rujna 1991., u Mostar dolaze pričuvne postrojbe JNA. Iako je njihov dolazak bio nenajavljen, mostarski krizni stožer u suradnji s hrvatskim kadrovima u ondašnjem MUP-u zaustavlja nalet pričuvnih postrojba da uđu u grad. Ophodnje Ministarstva unutarnjih poslova SR BiH presreću kamione s oružjem za koje niko ne zna "odakle su i kuda idu", pričuvne postojbe JNA (pričuvnici) iz Srbije i Crne Gore, mobilizirani za rat protiv Hrvatske prilikom prolaza kroz BiH, često prave incidente i otvaraju nasumičnu vatru radi zaplašivanja stanovništva, pojavljuju se barikade i samozvani "organi reda" vrše kontrolu prometa. Sve ćešće su noćne pucnjave.  
Prvi znak rata u Bosni i Hercegovini bilo je uništenje sela Ravnog, u istočnoj Hercegovini, nastanjenog Hrvatima, u srpskom okruženju, 1. listopada 1991. godine. Ravno je napadnuto u djelovanju JNA u agresiji prema Hrvatskoj u akciji, u smjeru Dubrovnika. Nakon uništenja Ravnog, zbog političke neorganiziranosti bosanskohercegovačkih političara, kao i vojne nespremnosti i neorganiziranosti, dolazilo je do nekorektnih izjava pojedinih političara, koje su unosile razdor i nesporazume u političkom vrhu ("Ovo nije naš rat!" - Alija Izetbegović). Propagadnim djelovanjem JNA, mogle su se čuti izjave pojedinih novinara da Ravno uopće nije u BiH. Ravno je uništeno u ratnim operacijama JNA i crnogorskih rezervista radi osvajanja Dubrovnika. Na primjeru Ravnog, pokazala se nemogućnost republičkog rukovodstva da spriječi JNA u uporabi područja BiH kao poligona za napad na Hrvatsku.
Neki tumače da je Izetbegović bio protiv napada na Hrvatsku, jer je navodno pozvao Muslimane da se ne odazivaju na mobilizaciju koju je provodila JNA. Ali, nakon što su hrvatska sela u Hercegovini spaljena, a ljudi poubijani, Izetbegović kao predsjednik Predsjedništva SR BiH nije smio ostati neutralan kao što je pokušao napraviti. Nastupio je kao muslimanski vođa, a ne predsjednik svih stanovnika BiH. 13. studenoga 1991. pripadnici JNA počinili su prvi masovni ratni zločin nad civilima. Pobili su osmoricu staraca Hrvata u selu Kijevu Dolu. Zrakoplovi i helikopteri koji su napadali Hrvatsku i izviđali hrvatsko ozemlje, polijetali su s uzletišta u Bosni i Hercegovini: Bihać, Tuzla, Mostar i drugih.

### Srpski propagandni rat
Dana 14. listopada 1991. godine, Radovan Karadžić, predsjednik SDS-a, otvoreno prijeti: 
»Nemojte misliti da nećete odvesti Bosnu i Hercegovinu u pakao, a muslimanski narod, možda, u nestanak jer muslimanski narod ne može da se obrani ako bude rat ovdje!«

Odgovorio mu je Alija Izetbegović, predsjednik Predsjedništva SR BiH:
»Njegovo izlaganje, njegov način izlaganja, njegove poruke možda, na najbolji način, objašnjavaju zašto mi i možda nećemo ostati u Jugoslaviji! To večeras govorim ovdje. Njegov način, njegove poruke možda objašnjavaju zašto i drugi neće ostati u takvoj Jugoslaviji. Takvu Jugoslaviju, kakvu hoće gospodin Karadžić više nitko neće! Neće više nitko osim srpskog naroda! Takvu Jugoslaviju su u očima jugoslavenskih naroda, Slovenaca, Hrvata, Makedonca, Albanaca, Mađara, Muslimana, jednostavno omrzli u očima Europe i svijeta, takvim načinom kako to Karadžić radi. Međutim, Karadžić je izraz jednog načina, jednog pristupa, mi smo se sve nadali i nadamo se i dalje da će proraditi naša nada, da će srpski narod doći do svoje demokratske tradicije, da će srpski narod otkriti one zalihe demokratske tradicije, koje ima oduvijek, po kojima je bio poznat u svijetu. Ovo što se radi danas, ovo ne služi na čast srpskog naroda i ovaj način istupanja i ove prijetnje, koje se iskazuju. Muslimanski narod neće nestati, to ja poručujem Karadžiću!«
Za središnju vlast u Sarajevu, stvaranje srpskih autonomnih oblasti bilo je iznenađenje. Takve vrste ekskluzivno nacionalnih teritorijalno upravnih jedinica nastajale su na područjima gdje je Srpska demokratska stranka osvojila većinu, time i vlast pa nije bilo stvarne potrebe za pravljenje dodatnog upravnog aparata uz već postojeći, koji je bio pod njihovim nadzorom. S obzirom na to da ustavna prava Srba nisu bila ugrožavana, a njihovo učešće u državnoj vlasti bilo je proporcionalno, stvaranje srpskih autonomnih oblasti je predstavljalo protuustavni pokušaj podjele države i pripajanja teritorija Srbiji. Srbi su radili na podjeli Bosne i Hercegovine, stvaranjem neovisne vlasti, vlastite policije, uprave, vojske, komunikacijskog i monetarnog sustava. 
Zbog neučinkovitosti republičkog MUP-a i raspadom Teritorijalne obrane SR BiH, osniva se niz paravojnih jedinica po nacionalnoj osnovi. Kod Srba su to bili Beli orlovi, poznati kao šešeljevci i Srpska dobrovoljačka garda, poznata kao Arkanovi tigrovi, koje je potpomagala JNA i dobrovoljačkih jedinica s teritorija Srbije.
Već nakon incidenta na Plitvicama, hercegovački Hrvati i Muslimani preko kriznih stožera počinju formirati seoske postrojbe, a usporedno počinje formiranje i bolje opremljenih i pokretnijih vojnih postrojbi. 10. lipnja 1991., Muslimani osnivaju svoje obrambene, također paravojne postrojbe: Patriotsku ligu i Zelene beretke. U listopadu 1991. Hrvatska stranka prava tj. njezin ogranak u BiH počinje organizirati dobrovoljce okupljene u Hrvatske obrambene snage, prvu hrvatsku vojnu organizaciju na području Bosne i Hercegovine. Oni u prvo vrijeme u većinskim hrvatskim mjestima zapadne Hercegovine ophode u suradnji s rezervnim sastavom MUP-a BiH.
Propagandnim ratom JNA mogu se također dodati napadi srpskih paravojnih formacija u Bosanskoj Posavini, koji su na Radioteleviziji Sarajevo prikazani, kao marginalni lokalni sukob, s posjetom na licu mjesta, tada politički visoko rangiranih Fikreta Abdića i Biljane Plavšić. Slične akcije poduzimali su i drugi političari, npr. Stjepan Kljujić, u propuštanju kolone tenkova na Gornjem Malovanu, koja je zaustavljena od lokalnog stanovništva i politički organiziranih pojedinaca. Kolona je propuštena i tenkovi su kasnije korišteni u akcijama zauzimanja Kupresa. Također je zanimljiva akcija zauzimanja releje na Vlašiću 1992. godine, koja je izravno prenošena na Prvom programu Radio Sarajeva. Sve do zauzimanja releja od strane JNA, mogli su se čuti komentari zaposlenika, kao i poziv na pomoć. Nakon zauzimanja releja, emitiranje programa je nastavljeno bez komentara.
Sve veći broj incidenata, dolazak jedinica JNA, koje su se povukle iz Hrvatske i Slovenije, crnogorskih i srpskih pričuvnika, doveli su do toga da republičko vodstvo mobilizira dio pričuvnog sastava MUP-a, jedinih oružanih postrojbi, koje su zadržane pod nadzorom središnje vlasti. Uz mobilizaciju pričuvnog sastava MUP-a i JNA je počela provoditi mobilizaciju iako je republičko Predsjedništvo preporučilo neodazivanje na te pozive. Na pozive JNA odazivali su se uglavnom Srbi, dok su Muslimani i Hrvati odlazili u pričuvni sastav MUP-a. Kako bi se održao red, čak su, u dogovoru sa zapovjednikom Sarajevske vojne oblasti, generalom Milutinom Kukanjcem, uspostavljene mješovite ophodnje MUP-a BiH i JNA, bez većih rezultata.
Iako je zapovjedništvo nad bosanskohercegovačkom Teritorijalnom obranom spadalo u nadležnost republičkih vlasti, JNA je akcijom izmještanja oružja TO-a pod svoj nadzor razoružala tu formaciju. Ujedno, veliki broj kadrova TO-a, kao i zapovjednik general Vukosavljević bili su Srbi, što je dodatno otežavalo pristup mobilizacijskim popisima. Oduzimanje oružja Teritorijalne obrane od strane JNA nije išlo jednostavno i bez otpora. U općinama s većinskim hrvatskim i muslimanskim stanovništvom, općinske su vlasti uspješno odbile predavanje oružja JNA i opkoljavanjem i zauzimanjem skladišta opreme JNA, došle do neznatnih zaliha oružja i materijalno tehničkih sredstava. Politički sukobi između HDZ BiH i SDA u tim općinama započeti su načinom podjele plijena, te organizacijom blokade manjih skladišta u središnjoj Bosni.

### Referendumski sukobi
Referendum o neovisnosti Bosne i Hercegovine je proveden 29. veljače i 1. ožujka 1992. Glasovalo je ukupno 2.073.568 glasača, odnosno 63,6 % biračkog tijela, od čega je 99.7 % bilo za neovisnost. SDS je pozvao Srbe na bojkot referenduma i spriječio njegovo održavanje u pojedinim dijelovima zemlje. Pripadnik Zelenih beretki, Ramiz Delalaić, ubio je pucnjem iz pištolja mladoženjinog oca Nikolu Gardovića i ranio svećenika Srpske pravoslavne crkve, Radenka Mikovića, ispred Stare crkve na Baščaršiji, što je prema srpskom shvaćanju početak rata. Kao odgovor na referendum, srpske paravojne jedinice su podigle u razdoblju od 1. do 5. ožujka barikade u Sarajevu i u drugim bosanskohercegovačkim gradovima Bosanskom Šamcu, Derventi, Odžaku i Bosanskom Brodu.
U Bosanskom Brodu pripadnici srpske paravojne jedinice su nakon referenduma, 1. ožujka, podigli barikadu, koju su polako pomicali prema mostu na Savi. Nakon dva dana, 3. ožujka, blokirali su most praznom cisternom. Na policijsku ophodnju, koja je pokušala ukloniti barikadu otvorena je paljba, a policajci su na nju uzvratili i uspjeli ukloniti barikadu, nakon čega se sukob razbuktao i s manjim ili većim intenzitetom (razmjenjivanje pješačke i topničke paljbe) nastavio do eskalacije rata. Eksplozivnom napravom, u Odzaku, dize se u zrak prostorija Hrvatskog KUD-a, "Napredak". Tom akcijom pala je i prva zrtva u Odzaku.
Tijekom ožujka rukovodstvo SDS-a završava pripreme za početak rata. Dovršava se formiranje srpskih općina, kao paralelnih organa vlasti, tamo gdje SDS nije pobijedio na izborima i vrše se pripreme za izdvajanje srpskih kadrova iz republičkog MUP-a, koji su trebali činiti srpski MUP. Sve je to rađeno prema planu Oganizacija i aktivnost organa srpskog naroda u Bosni i Hercegovini u izvanrednim situacijama. Potkraj ožujka bilježe se mjestimična puškaranja, 23. ožujka u Goraždu, 29. ožujka u Kupresu, Mostaru i Derventi, a sukobi se od početka travnja 1992. šire cijelom Bosnom i Hercegovinom.

### Zauzimanje Bijeljine
Dana 1. travnja 1992., u Bijeljini počinju sukobi između Srpske dobrovoljačke garde pod vodstvom Željka Ražnatovića - Arkana i Patriotske lige Bosne i Hercegovine, a JNA povlači snage iz samog grada Mostara i blokira prometnice prema Čitluku. Istoga dana, hrvatsko stanovništvo se evakuira iz Kupresa, a u Sarajevu je održan prosvjed policajaca protiv podjela u MUP-u.
Kao primjer metodologije djelovanja JNA i srpskih paravojnih jedinica može se uzeti Bijeljina, u kojoj su borbe trajale od 1. do 4. travnja 1992. Paravojna jedinica, Arkanova Srpska dobrovoljačka garda, počela je napad na grad, gdje im se suprotstavila manja grupa pripadnika Patriotske lige. Oni su uspjeli slomiti otpor i počeli su s masovnim ubojstvima, koje nisu bile manifestacija ratnog ludila, nego sustavnog uklanjanje viđenijih ljudi, kao i bošnjačkog stanovništva. Operacija u Bijeljini imala je dvostruki zadatak.
Bijeljina je komunikacijski značajna jer je ona sjecište dvaju krakova, kojima su počeli srpski napadi na Bosnu i Hercegovinu: sjevernobosanskog (posavskog) i istočnobosanskog (drinskog) pravca. Ovladavanje Bijeljinom, središnjim gradom Semberije, omogućilo je potpunu kontrolu toga kraja, osiguranje zaleđa prema Srbiji, a time i logističku potporu. Kontrolom, Semberije osigurao se nadzor nad donjim tokom rijeke Save i ušćem Drine u Savu. Brutalnost kojom je izvršen napad, njegova medijska pokrivenost, paradna dotjeranost i pokazna opremljenost Arkanovih tigrova ponajprije su imali funkciju zastrašivanja bosanskohercegovačkog stanovništva. Napad je izvršen uoči Bajrama, kao još jedan simbolični čin. Bijeljina je bila generalna proba prije početka otvorenog sukoba.
U zauzeću Bijeljine, vidljiv je obrazac kasnijeg djelovanja JNA i srpskih paravojnih jedinica. Taj se obrazac u praksi manifestirao koncentracijom nadmoćnih snaga, uz potporu oklopno mehaniziranih jedinica i topništva. Grad predviđen za zauzimanje bio bi okružen i prometne komunikacije stavljene pod kontrolu. Putem sredstava javnog informiranja lokalno stanovništvo je pozivano na nepružanje otpora, najčešće korištenjem sintagmi o Jugoslaviji i bratstvu i jedinstvu. U slučaju slabijeg otpora, osvajanje grada preuzimale su na sebe pješačke jedinice koje je karakterizirala brutalnost prema zarobljenicima i civilnom stanovništvu.
Uz likvidaciju predstavnika legalnih vlasti i uglednijih građana, počinjalo se s etničkim čišćenjem, a paravojne jedinice su kao nagradu stjecale pravo na pljačku. Ako bi došlo do jačeg otpora, koji su u praksi najčešće pružale lokalne snage naoružane osobnim naoružanjem, pješaštvo bi stalo i pozvalo topništvo da smekša otpor. Uopće, srpske snage uglavnom su izbjegavale direktnu borbu i koristile su se neselektivno topništvom, gdje god je to bilo moguće. Takav način uporabe topništva, zapovjednik Glavnog stožera VRS-a, Ratko Mladić je poslije, u opsadi Sarajeva, definirao kao "razvlačenje pameti".

### Antiratni prosvjedi
3. travnja, Srpske obrambene snage preuzimaju kontrolu nad Banjom Lukom, JNA i paravojne formacije napadaju Kupres, a TO BiH se mobilizira u Livnu i Tuzli. U popodnevnim satima, u Mostaru, pred vojarnom JNA Sjeverni logor, eksplodira cisterna napunjena eksplozivom, što označava početak rata u tom gradu, koji je više od mjesec dana bio izložen teroru pričuvnika JNA iz Srbije i Crne Gore. 4. travnja, JNA i jedinice pod kontrolom SDS-a vrše opći napad vatrom iz minobacača, topova i VBR-a na Bosanski Brod. Općinsko vodstvo u Neumu proglašava opću mobilizaciju za mir u Sarajevu i Mostaru.
Ožujačke mirovne šetnje, koje su počele 8 mjeseci ranije Yutelovim koncertima za mir, postale su stil ponašanja građana Sarajeva u proljeće 1992. Jedinstveni su bili u jednom, na izgled paradoskalnom zahtjevu, tražili su mir od onih, koji su pobijedili na prvim demokratskim izborima 1990., dok je u međuvremenu JNA utvrđivala položaje oko Sarajeva. SDS-ove barikade i noćni oružani sukobi su postali sarajevska svakodnevnica. U noći s 4. na 5. travnja, paravojne jedinice SDS-a izvode napade na pojedine policijske stanice.
Sljedećeg dana, odvija se veliki antiratni prosvjed u Sarajevu. Ne zna se je li to bio naivni građanski pokušaj spašavanja mira, kontraobavještajna manipulacija narodom, kako bi se srušila legalno izabran vlast ili oboje. Kolona je krenula iz naselja Dobrinja i usput se povećala do više tisuća ljudi, na kraju je završila na Marijin dvoru ispred zgrade Skupštine BiH. Mnogi su nosili Titove slike, zastave SFRJ i SR BiH, te uz pozivanje davno preminulog predsjednika, tražili ostavku vlade.
Prosvjednici su nakon toga ušli u zgradu Skupštine Bosne i Hercegovine, gde su kao Svenarodni parlament raspravljali o tome kako prevazići krizu i zaustaviti rat. Izviždano je obraćanje predsjednika Alije Izetbegovića, a premijer Jure Pelivan daje ostavku. Predsjedništvo je prihvatilo ostavku zbog pritiska Svenarodnog parlamenta, koji se sastojao od neformalne skupine građana, koja je željela osnovati Svenarodnu vladu. Okupljeni građani su nakon rasprave, jednoglasno usvojili Deklaraciju o osnivanju Komiteta narodnog spasa BiH zbog očuvanja sigurnosti građana, očuvanja BiH i putem izvanrednih izbora uspostave novih organa vlasti. Od JNA je zatražena, zaštita građane i njihovih života, osiguravanje mira u Sarajevu, razoružavanje i protjerivanje svih paravojnih formacija.
Na prosvjednike su pucali pripadnici srpskih paravojnih jedinica iz hotela Holiday Inn, u kojem je bilo sjedište kriznog stožera Srpske demokratske stranke, 5 ljudi je poginulo, a 30 ranjeno. Među ubijenima, bile su studentice: Suada Dilberović i Olga Sučić, koje se smatraju prvim sarajevskim žrtvama rata u Bosni i Hercegovini. Tijekom toga dana, srpski MUP napao je školu republičkog MUP-a na Vracama, u Sarajevu, u kojoj je bilo oko 500 kadeta, gdje je poginuo jedan šesnaestogodišnji kadet. 6. travnja, na dan kada je Europska zajednica priznala Bosnu i Hercegovinu, počinje mobilizacija Teritorijalne obrane Mostara, u Sarajevu su nastavljeni sukobi, dok je u Visokom, proglašeno izvanredno stanje i uspostavljanje Protudiverzantskog voda Teritorijalne obrane.

### Organiziranje obrane
7. travnja 1992., Sjedinjene Američke Države priznaju BiH, Hrvatsku i Sloveniju, a JNA raketira Široki Brijeg. Predsjednik Predsjedništva BiH Alija Izetbegović prosvjeduje kod Blagoja Adžića, izjavljujući da je to napad na hrvatski narod i međunarodno priznatu i suverenu Republiku Bosnu i Hercegovinu. Istog dana Skupština srpskog naroda Bosne i Hercegovine završava svoju 15. sjednicu. Njezin predsjednik Momčilo Krajišnik, koji je istovremeno bio predsjednik Skupštine RBiH, potpisao je dokument o proglašenju nezavisne srpske republike. Paralelno, srpski predstavnici u Predsjedništvu RBiH, Biljana Plavšić i Nikola Koljević, povlače se iz Predsjedništva.
Srpske snage su imale vrlo uvjerljivu prednost u pogledu naoružanja i broja ljudi uključenih u sustavno organizirane postrojbe. Međutim su bile slabo vođene, uglavnom nedovoljno uvježbane i nedisciplinirane, što je sve znatno slabilo njihov učinak. Nedisciplina i općerašireni alkoholizam će i narednih godina znatno otežavati djelovanje srpskih snaga.
U bitci za Kupres, s agresorske strane sudjelovalo je 6.000 vojnika, 3-4 topničke i minobacačke divizije, jedan oklopni bataljun i zrakoplostvo. Kupres je branila Kupreška bojna HVO-a, Teritorijalna obrana Tomislavgrad, 13. bojna HOS-a, satnija HOS-a iz Prozora, jedna bojna iz Posušja, jedna satnija iz Gruda i dobrovoljci iz Hrvatske, sveukupno njih 2.500 naoružani puškama s nešto ručnih raketnih bacača i minobacača. Nakon 4 dana borbe i otpora nadmoćnijem srpskom neprijatelju, Kupres pada, 7. travnja 1992., u srpske ruke. U 7 dana borbe, poginulo je 160 hrvatskih branitelja. Srbi su na Kupreškoj visoravni imali 85 poginulih i 154 zarobljene osobe. Na sjednici u Grudama, Predsjedništvo Hrvatske zajednice Herceg-Bosne donijelo je odluku da vrhovno tijelo hrvatske obrane u Herceg-Bosni nosi ime Hrvatsko vijeće obrane. Odluka Predsjedništva RBiH o stvaranju Teritorijalne obrane, također 8. travnja 1992., proglašena je politički nepromišljenom jer je isto Predsjedništvo od početka napada na hrvatski narod šutilo o zločinima i nedovoljno govorilo o tragediji hrvatskih naselja i ljudi od Ravnoga, Neuma, Kupresa do Mostara. Zbog svega toga, Hrvatska zajednica Herceg-Bosna ne prihvaća iskompromitiranu TO kao svoju vojnu strukturu. Hrvatski narod je bio prepušten sam sebi, sam je organizirao i branio, stvarao svoju obranu i formirao svoje obrambene snage. Vrhovno zapovjedništvo nad tim snagama ima samo Hrvatsko vijeće obrane, čiji će Glavni stožer komunicirati s općinskim stožerima Herceg-Bosne. Sve druge vojne formacije na području HZ Herceg-Bosne, proglašene su, nelegalnim ili neprijateljskim.
9. travnja, nakon tenkovskog napada JNA i ulaska pripadnika Srpske dobrovoljačke garde, jedinice Srpske općine Zvornik zauzele su grad Zvornik. 10. travnja, traju pješačko-topničke bitke u Bosanskom Brodu i Derventi, a izlasnik Europske zajednice Jose Cutileiro pregovara s Izetbegovićem i Karadžićem.
Dana 11. travnja traje napad JNA na Čitluk, a u Livnu i Širokom Brijegu su oglašene zračne uzbune. Istoga dana, JNA ulazi u Modriču i vrši topničke napade na Foču. Grupa pod vodstvom Murata Šabanovića zauzima hidroelektranu u Višegradu i prijeti dizanjem brane u zrak ako JNA ne prestane s napadima na Višegrad i ne dopusti evakuaciju stanovništva iz grada. Tog dana, Predsjedništvo RBiH donijelo je Ukaz o potčinjavanju svih jedinica TO-a BiH do 15. travnja 1992., dana koji se smatra utemeljenjem Armije Republike Bosne i Hercegovine, iako je ime promijenjeno u lipnju 1992. One jedinice, koje se ne jave do tog datuma, smatrat će se nelegalnim. 14. travnja, zauzeto je skladište TO-a Dervente i predano TO-u BiH, zatvorena je međunarodna zračna luka Sarajevo.
U početku, 25 % Armije BiH sačinjavali su ne-Bošnjaci, pogotovo u 1. korpusu, u Sarajevu. Sefer Halilović, zapovjednik Glavnog stožera republičke Teritorijalne obrane, tvrdio je da njegove snage sačinjava: 70 % Muslimana, 18% Hrvata i 12 % Srba. Postotak srpskih i hrvatskih vojnika u Armiji BiH, bio je posebno visok u gradovima poput Sarajeva, Mostara i Tuzle. Zamjenik zapovjednika glavnog stožera, bio je general Jovan Divjak, Srbin. General Stjepan Šiber, Hrvat, bio je drugi zamjenik zapovjednika. Predsjednik Alija Izetbegović je također imenovao pukovnika Blaža Kraljevića, zapovjednika Hrvatskih obrambenih snaga u Hercegovini, za člana glavnog stožera Armije BiH kako bi destabilizirao HVO. Ova raznolikost će se smanjiti tijekom rata. Od sredine 1992., za Armiju BiH će se boriti oko 6.000 mudžahedina, vjerskih boraca, iz sjeverne Afrike i Bliskog istoka, u okviru jedinice El Mudžahid.

## 1992. - velikosrpska agresija
Usprkos stjecanju neovisnosti i dobivanju priznanja od EZ i SAD-a u travnju 1992., Bosnu i Hercegovinu su čekala najteža vremena - otvorena agresija JNA, koja je već počela uzeti maha. Na Kupresu, koji je zauzet nakon žestokih bitki s hrvatskim snagama. Nakon prve dionice rata u Hrvatskoj, JNA se neposredno pripremala za vojno djelovanje u BiH, shvativši da je teritoriji, koji su do tada osvojili u RH, njihov non plus ultra. Vodstvo JNA se tada okreće planu okupacije što većeg dijela BiH. U strateškom pogledu za ostvarivanje plana okupacije cjelokupne BiH te velikog dijela RH, najvažnije područje je teritorij od Kupresa do Livna, jer ono predstvalja strategijsku vršnu točku na ratištu RH i BiH, koje se u kontekstu srpskih ciljeva, ali i u odnosu na obranu teritorija RH, trebaju sagledati kao jedna cjelina.
Namjera JNA bila je ovladati teritorijem Bosne i Hercegovine u kratkom vremenu, najvjerojatnije do kraja ljeta 1992. Stoga je poduzet opći napad na četiri glavna pravca. Dana 12. svibnja 1992., na 16. sjednici Skupštine srpskog naroda u Bosni i Hercegovini, Predsjednik Srpske Republike Bosne i Hercegovine Radovan Karadžić je objavio šest strateških ciljeva srpskog naroda u Bosni i Hercegovini:
1. Uspostaviti državne granice koje bi odvojili srpski narod od druga dva naroda.
2. Uspostaviti koridor između Semberije i Bosanske Krajine.
3. Uspostaviti koridor u Podrinju, tj. ukinuti stanje Drine kao granice srpskih država.
4. Uspostaviti granicu na Uni i Neretvi.
5. Podijeliti Sarajevo u srpske i bošnjačke dijelove, te uspostaviti sposobne državne vlasti u oba djela.
6. Osigurati pristup Jadranskom moru.

JNA, pod kontrolom Srba, kontrolirala je najmanje 60 % teritorija BiH, kada su službeno povučeni svi časnici i vojnici, koji nisu iz BiH. S obzirom na to da je toga dana, Jugoslavenska narodna armija napustila Bosnu i Hercegovinu, srpska skupština je uspostavila Vojsku Republike Srpske (VRS) i izabrala Ratka Mladića za zapovjednika Druge vojne oblasti Jugoslavenske narodne armije, poslije glavnog stožera Vojske Republike Srpske

### Podrinje
Cilj napada JNA bio je ovladavanje tokom rijeke Drine, presjecanje komunikacije između BiH i Sandžaka i etničko čišćenje muslimanskog stanovništva iz slijeva Drine na potezu od Bijeljine do Foče. Gornji tok rijeke Drine je slabo naseljen, a u istočnoj Hercegovini živi pretežno srpsko stanovništvo, tako da južno od Foče nije bilo značajnijih ratnih ciljeva. Srebrenica i Goražde su obranjene i potkraj ljeta, lokalne su snage Armije BiH uspjele osloboditi značajnu teritoriju i izbiti na rijeku Drinu, a dijelom i na državnu granicu.
Kao primjer metodologije djelovanja JNA i srpskih paravojnih jedinica može se uzeti Bijeljina, u kojoj su borbe trajale od 1. do 4. travnja 1992. Paravojna jedinica, Arkanova Srpska dobrovoljačka garda, na zapovijed šefa srbijanske tajne službe, Jovice Stanišića, počela je napad na grad, gdje im se suprotstavila manja grupa pripadnika Patriotske lige. Oni su uspjeli slomiti otpor i počeli su s masovnim ubojstvima, koje nisu bile manifestacija ratnog ludila, nego sustavnog uklanjanje viđenijih ljudi, kao i muslimanskog stanovništva.
1. travnja 1992., paravojne snage jugoslavenskog agenta Arkana prelaze srpsko-bosanskohercegovačku granicu, napadaju, a ubrzo potom i zauzimaju Bijeljinu gdje počinju vršiti masovna ubojstva i silovanja nesrpskog stanovništva. Prije zauzimanja općina u Podrinju, u kojem su Muslimani bili većina stanovništva, a na izborima je pobijedila Stranka demokratske akcije, lokalne vođe Srpske demokratske stranke su dale ultimatum načelnicima tih općina da razoružaju pripadnike republičkog MUP-a i predaju se.
Višegrad je od početka rata bio strateški važno područje zbog hidroelektrane na Drini te poveznice između Beograda i Sarajeva. 6. travnja 1992., snažno naoružana JNA je nakon par dana borbe okupirala i zauzela slabo opremljen grad. Ubrzo je uspostavljena Srpska općina Višegrad i preuzeta kontrolu nad prijašnjim općinskim uredima. Zvornik je bio prijelaz prometnih veza preko Drine. Muslimanskom načelniku je rečeno kako će općina biti srpska. Tako on medijima tvrdi da neće biti rata, a tenkovi JNA su već okružile Zvornik. U napadu na Zvornik, koji je planiran u Beogradu, sudjelovale su brojnije snage podrinjskih Srba, dok su specijalne i najborbenije jedinice: Crvene beretke, Šešeljevci i Arkanovci bile iz Srbije. Zvornik je zauzet 9. travnja 1992.
11. travnja, grupa pod vodstvom Murata Šabanovića zauzima hidroelektranu u Višegradu i prijeti dizanjem brane u zrak ako JNA ne prestane s napadima na Višegrad i ne dopusti evakuaciju stanovništva iz grada. Ratni recept, isproban na Bijeljini, ponovit će se u cijeloj istočnoj Bosni, a najpoznatiji od prvih masakara će postati onaj u Foči, koja je osvojena 17. travnja. Srpske paravojne snage, koje dolaze iz Crne Gore, pobile su gotovo tisuću više ljudi nego njihovi prethodnici iz Drugog svjetskog rata, koji su 1941. zaklali oko 2.000 Muslimana i silovali tamošnje žene. Moderni četnici će u Fočanskom genocidu, ubiti 2.704 ne-Srba a Muslimanke, stare 15 ili više godina će biti zatvorene u logore za silovanje kako bi rađale srpsku djecu.
Nakon što su sela i gradovi u istočnoj Bosni bila pod kotrolom srpskih snaga, poput vojske, policije, paravojnih formacija, a ponekad i samih srpskih seljaka, primjenjivan je uvijek isti obrazac: muslimanske kuće su sustavno pretresane, pljačkane i spaljivane, a građani su uhićivani ili okupljani na jednom mjestu, a ponekad tijekom samog procesa, premlaćivani ili ubijani. Muškarci i žene su odvajani, a većina ih je pritvorena ili izmasakrirana u logorima. Žene su odvođene na razna mjesta zatočenja, gdje su živjele u nepodnošljivim higijenskim uvjetima, a tu su zlostavljane na mnoge načine, dok ih je većina sustavno silovana. Srpski vojnici ili policajci su dolazili u zatočeničke logore, odabirali jednu ili više žena, izvodili ih i silovali.

### Sarajevo
Cilj JNA bio je ovladati glavnim gradom i zauzeti sve državne institucije. Srpske paravojske su se pridružile JNA u sprovođenju plana. Počele su dizati barikade u gradu, s namjerom da ga presjeku napola. Istovremeno, u gradu su počeli djelovati brojni snajperisti, s namjerom sijanja panike i paralize života. Patriotska liga je odgovorila podizanjem kontrabarikada i razbijanjem srpskih barikada, te je tako uspjela očistiti jezgru grada i uspostaviti unutarnje prometnice. Kako je JNA djelomično izašla na ranije pripremljene položaje u okolini grada, počela su neselektivna djelovanja topničkim oruđima po samome gradu.
Nakon velikih antiratnih prosvjeda, otvorena je vatra na prosvjednike s brda, čime započinje opsada a građani sve više odlaze u skloništa. 7. travnja, bombardirana je zgrada vlade u središtu grada. Istodobno, petero ljudi je poginulo u borbama oko policijske akademije na Vracama, ulice su se ispraznile. Idući dan, 8. travnja, bombardiranje grada započelo je već u 5:30 ujutro i trajalo dva sata. Gađane su aleje u starom gradu, RTV Sarajevo i centar za solcijalnu skrb, šestero ljudi je izgubilo živote. Po prvi put je oglašena uzbuna za snajpere.
10. travnja, opet je počelo bombardiranje grada od 5:30 ujutro, a snajperi su otvorili vatru i na vatrogasce, koji su htjeli ugasiti požar u policijskoj stanici i na starački dom. 13. travnja, policija je ušla u sukob sa srpskom paravojskom, kada je pokušala skloniti barikade u četvrtima Mojmilo i Dobrinja. Oko 16 sati, MiG-21 JNA probio je zvučni zid i time prouzročio paniku među Sarajlijama. Dolaskom Cyrusa Vancea i promatrača Europske zajednice, borbe su utihnule 14. travnja, ali samo nakratko. 15. travnja, JNA se ponovno prerasporedila po predgrađima grada, dok je srpska paravojska granatirala parkirališta i autobusne stanice, uništivši ili oštetivši 24 autobusa i 14 tramvaja.
8. travnja, nakon što je Radiotelevizija Sarajevo odbila prekinuti emitiranje, granatirana je obližnja tramvajska stanica. Teritorijalna obrana BiH borila se sa srpskom paravojskom oko tvornice streljiva JNA dok je opet sedmero civila ubijeno taj dan. 21. travnja, devet granata ispaljenih iz minobacača pogodilo je zgradu televizije, dok je po prvi put granatirana bolnica, a kola hitne pomoći nisu mogla doći do ranjenih zbog snajpera. 25. travnja, granatiran je Olimpijski muzej u 20:30 sati, tako je velik dio njegove izložbe uništen u požaru. Dva dana kasnije, srpske snage zaustavile su sve konvoje hranom, koji su išli prema gradu
Jedinice JNA u prodoru, 2. svibnja 1992., pokušale su zauzeti središte grada i zgradu Predsjedništva Republike Bosne i Hercegovine, ali su u žestokom okršaju odbačene. Toga dana, dolazi do zarobljavanja predsjednika Izetbegovića u Sarajevskoj zračnoj luci. Istog poslijepodneva, obrambene snage Bosne i Hercegovine opkoljavaju vojarnu JNA u središtu grada. Radiotelevizija Sarajevo uspostavlja vezu s Izetbegovićem, u kojem predsjednik poručuje međunarodnoj javnosti da je taoc srpskih snaga. Članovi Predsjedništva RBiH, Ejup Ganić i Stjepan Kljujić, pokušavaju animirati svjetsku javnost na otmicu predsjednika. Nakon pregovora bosanske i srpske strane uz posredstvo UNPROFOR-a dogovorena je razmjena Izetbegovića za generala 2. vojne oblasti, Milutina Kukanjca uz slobodan izlazak JNA s kompletnim naoružanjem. Prilikom izlaska kolona je napadnuta i presječena u Dobrovoljačkoj ulici i tom prilikom ubijeno je najmanje šest, ranjen veći broj vojnika dok ih je 215 zarobljeno. Usprkos dogovorenom primirju, 3. svibnja srpske snage ponovno pokreću topničku paljbu na grad te ubijaju deset civila, uništavaju zgradu uz ulicu Maršala Tita dok je Gazi Husrev-begova džamija, najstarija na Balkanu, oštećena. Najmanje 15 vojnika JNA ubijeno je u sukobima s Armijom BiH tog dana. 4. svibnja, MiG-ovi JNA napali su ciljeve na planini Trebević. U manje od tjedan dana, do novog primirja u srijedu 6. svibnja, poginulo je najmanje 70 osoba u gradu, od toga samo 14 vojnika. Dva dana kasnije, granatiranje je opet nastavljeno u području Ilidže.
Linije fronta oko Sarajeva uspostavljaju se u travnju i svibnju 1992., ustaljuju i uglavnom ostale nepromijenjene (unutarnji prsten opsade) do kraja rata. Sefer Halilović, zapovjednik Glavnog stožera Armije RBiH, u kolovozu 1992., procijenio je da se u srpskoj opsadi Sarajeva na okolnim brdima nalazi 450 topničkih oruđa svih mogućih kalibara, s oko 120 tenkova, 200 oklopnih transportera i masa protuavionskih topova.

### Posavina
Cilj djelovanja JNA bio je ovladavanje tokom rijeke Save i područjem Bosanske Posavine, uspostavljanje sigurnog koridora koji bi zapadne dijelove Bosne i Hercegovine, koje su već nadzirali Srbi (banjalučka i dobojska regija), kao i Republike Srpske Krajine u Hrvatskoj kopnenim putem povezali sa Srbijom. U Bosanskoj Posavini organizirana je Hrvatska zajednica Bosanska Posavina. U Hrvatsku zajednicu Bosansku Posavinu ušle su općine: Bosanski Brod, Modriča, Bosanski Šamac, Brčko, Derventa, Odžak, Orašje i Gradačac, a sjedište je bilo u Bosanskom Brodu. Osnivanjem Hrvatskog vijeća obrane, 8. travnja 1992. godine, HZ Bosanska Posavina je povezana s Hrvatskom zajednicom Herceg-Bosnom.
JNA angažira krupne oklopno-mehanizirane sastave i cijelo ljeto 1992. godine vode se intenzivne borbe. Područje Bosanske Posavine pod nadzorom je HVO-a, koji intenzivno potpomaže Hrvatska vojska, uz pružanje logistike na frontu i sudjelovajući i s krupnijim sastavima. Glavni problem obrane Bosanske Posavine bio je postojanje dviju linija zapovijedanja - političke i vojne. Dok je vojna logika nalagala odsudnu obranu i presjecanje koridora prema Krajini, čime bi se ubrzao i pad Krajine u Hrvatskoj, a snage HV-a i HVO-a bile su dovoljno opremljene i motivirane za uspješno izvršenje takvih operacija, politički argument je presudio i došlo je do povlačenja HV-a iz Bosanske Posavine, nakon čega je ubrzo uslijedilo i srpsko zauzimanje toga dijela BiH. 
Ljeto 1992. prošlo je u žestokim napadima i protunapadima, ali je krajnji rezultat za srpsku stranu bio povoljan. Srbi su imali tri faze ofenzivnih djelovanja. U travnju i svibnju su zauzeli Bosanski Šamac (17. travnja 1992.) i Brčko (7. svibnja 1992.). Nastavkom borbi u lipnju srpske snage zauzimaju Derventu (7. srpnja 1992.), Modriču (28. lipnja 1992.) i Odžak (13. srpnja 1992.), a konačni slom obrane hrvatskih snaga u Bosanskoj Posavini uslijedio je 6. listopada 1992. godine srpskim zauzimanjem Bosanskog Broda.
U razdobljima između srpskih napada slijedile su protunapadi snaga HV-a i HVO-a, u kojima se, navodno, uspjele doći do ispred Doboja, ali su tada zaustavljene političkim direktivama. Na svom dijelu fronta, HVO i Armija BiH zabilježili su uspjeh obranom Gradačca, a manje je poznat podatak da su jedinice Armije BiH i HVO-a do 1993. godine držale ratnu liniju u predgrađima Brčkog na približno kilometar od rijeke Save. Na dijelu Bosanske Posavine, uz rijeku Savu, pod nadzorom HVO-a održala se enklava kod Orašja, gdje su jedinice HVO-a uspjele odbiti kasnije jake srpske napade u svibnju 1995. godine.
Poražene srpske snage u Republici Hrvatskoj, nakon akcije Bljesak, su prebačene na Posavski koridor, u okolicu Orašja. Oporavljene od poraza u Hrvatskoj, pojačane i izuzetno naoružane srpske snagu krenule su u odlučujući napad, pod nazivom Osveta, s namjerom okupiranja prostora općine Orašje. Napad je počelo 5. svibnja 1995. godine. Srpski neprijatelj je upotrijebio svu moguću tešku tehniku, uključujući i bojne otrove. Tisuće srpskih vojnika i specijalaca bezuspješno je napadalo i pokušavalo probiti crte obrane. Hrabri oraški branitelji su sve napade uspješno odbijali i nanosili neprijatelju katastrofalne gubitke od kojih se nije oporavio do kraja rata, tako da je crta bojišnice do Daytonskog sporazuma, bila uglavnom mirna i bez većih djelovanja.

### Hercegovina
Poslije rujna 1991. godine, rezervisti JNA uspijevaju zaposjesti liniju Čapljina - Dretelj, te liniju Slipčići - Krivodol - brdo Galac (kod Mostara) - brdo Hum (iznad Mostara) - grad Mostar - Bijelo Polje - Borci - Konjic. Dogovorom tadašnjeg MUP-a općine Mostar i Kriznog štaba vrši se mobilizacija rezervnog sastava policije, u koju je uključen i velik broj dragovoljaca, koji preuzimaju punktove po prometnicama i dežurstva po gradu. Postrojba ZNG izlazi na plato Bile i 20. rujna 1991. sprječava desant čime Hrvati i Bošnjaci Mostara praktično ulaze u rat sa srpsko-crnogorskim agresorom. 29. travnja 1992. Krizni štab općine Mostar, a kasnije i krizni štabovi općina Stolac, Čapljina i Široki Brijeg svu vlast i obranu tih općina povjeravaju Hrvatskom vijeću obrane. U međuvremenu, osnivaju se i omasovljuju jedinice HOS-a. Daljnjim borbama jedinice HVO-a i HOS-a jačaju i bolje se naoružavaju te se pokreću planovi za oslobodilačke akcije.
Dana 7. lipnja 1992. godine počinje operacija oslobođenja doline Neretve, kodnog naziva Operacija Lipanjske zore. Tada diverzantski vod bojne Grude probija neprijateljske bunkere, a združene hrvatske snage prelaze rijeku Neretvu i zauzimaju veliki prostor sve do Domanovića, a odatle kreću i oslobodilačke akcije prema Mostaru i Stocu. 8. lipnja 1992. od srpskog je agresora oslobođeno područje Čapljine u čemu posebnu zaslugu imaju postrojbe HVO-a iz Gruda, Ljubuškog i Čapljine te vojnici 4. gardijske brigade HV-a. Već 12. i 13. lipnja oslobođen je i Stolac, a 5 dana kasnije hrvatske snage su izbile na Ošanjiće, gdje je i sadašnja međuentitetska crta razgraničenja. Oslobađanje desne obale rijeke Neretve kreće 11. lipnja 1992. godine. HVO potpomognut 4. Splitskom brigadom HV-a kreće iz šest pravaca, a od postrojbi HVO-a u akciji sudjeluju Kažnjenička bojna, Poskok bojna, dvije postrojbe HVO-a iz Čitluka i Ljubuškog, 5. ilićka bojna HVO-a Mostar, 4. bojna HVO-a Mostar, te satnija 2. bojne civilne policije. U Mostaru su u to vrijeme bile Vojna policija, civilna policija, dio 2. bojne HVO-a Mostar i Samostalni mostarski bataljun. Prvo je oslobođeno područje Kruševa i Galca, a zatim brdo Hum i zapadni dio grada Mostara. U samo jednom danu oslobođena je čitava desna obala rijeke Neretve.
U noći s 13. na 14. lipnja 1992. general Slobodan Praljak donosi odluku da se krene u oslobađanje lijeve obale rijeke Neretve. U Općinskom stožeru HVO-a u Mostaru zapovjednici postrojbi dobivaju zapovijedi prema kojima Neretvu treba početi prelaziti rano ujutro 14. lipnja i tako iznenaditi srpsko-crnogorskog agresora. Uz topničku i tenkovsku potporu Četvrte gardijske brigade HV-a, u 3 sata ujutro združene snage od Bovana i Drežnice do Salakovca, prelaze na lijevu obalu. Prva bojna mostarskog HVO-a Bijelo Polje prelazi Neretvu iz smjera Vojna. U Cernici rijeku prelazi jedna satnija "Samostalnog mostarskog bataljuna", predvođena Karlom Džebom, a druga bojna rudnička HVO-a Mostar dolazi iz Raštana. Oko 6 sati pristiže Vojna policija HVO-a i snage HOS-a Hercegovine. Vode se žestoke bitke, a snage HVO-a zauzimaju položaje oko Ulice Maršala Tita u istočnom dijelu Mostara.
Oko podneva 14. lipnja pristiže još hrvatskih snaga te se u sklopu združene akcije, korak po korak oslobođa cijeli niz naselja i mjesta na lijevoj obali Neretve. Tada je oslobođen istočni dio grada Mostara i naselja Blagaj, Buna, Vrapčići, Potoci i Salakovac. Osobito uspješna i vrhunska je akcija oslobođenja dijela Bijelog Polja (naselja na lijevoj obali Neretve: Potoci, Željuša, Salakovac, Kutilivač, Podgorani, Humilišani). 21. lipnja 1992. godine, nakon žestokih borbi hrvatske snage ovladavaju i relejem na Veležu, a srpsko-crnogorski agresor je odbačen u Podveležje 26. lipnja. Operacijom Lipanjske zore dijelom su spriječeni napadi srpskog agresora na južnu Dalmaciju, a u potpunosti na srednju Dalmaciju što je u potpunosti spasilo Dalmaciju od katastrofe. To je prvi srpski poraz u BiH.

### Ostali dio
Od 13. do 23. travnja, traju srpski napadi na Livno, koje HVO uspijeva odbiti. S planine Vlašić, u više navrata srpski agresor je dalekometnim oružjem gađao Travnik. Na Mali Uskrs 1992., predvečer, Vitez su, zajedno s Busovačom, bombardirali zrakoplovi JNA. Od sredine 1992. Bugojno trpi učestale srpske napade. Srbi ga granatiraju, a u više navrata Bugojno bombardiraju zrakoplovi.
Sredinom travnja, postavljenje su blokade na cestama Prijedora i Sanskog Mosta, što je otežalo putovanje. 23. travnja, SDS je odlučio da svi Srbi moraju početi zajedno raditi na preuzimanju tih općina u koordinaciji s JNA. Do kraja mjeseca, uspostavljene su tajne srpske policijske stanice, a više od 1.500 naoružanih Srba je bilo spremno za zauzimanje mjesta. Preuzimanje se naposljetku dogodilo u noći s 29. na 30. travnja, kada su u Prijedoru i Sanskom Mostu, nasilno preuzete funkcije predsjednika i potpredsjenika općine, ravnatelja poštanskog ureda, načelnika policije, suda, banke, i druge. Nakon preuzimanja svih funkcija, pojačana je vojna prisutnost, a srpska policija je postavila kontrolne točke po gradu. Mnogi Muslimani i Hrvati su ubijeni tijekom napada srpske vojske na njihova sela. 
Srpske vlasti uspostavile su koncentracijske logore i odredile tko je odgovoran za vođenje tih logora. Tvornica Keraterm je uspostavljena kao logor, nakasnije, 24. svibnja 1992. Rudnik Omarska je smješten oko 20 km od grada Prijedora. Prvi zatočenici odvedeni u logor negdje krajem svibnja 1992., između 26. i 30. svibnja. Prema srpskim općinskim dokumentima iz Prijedora, bilo je ukupno 3.334 osoba, koje su držane u logoru od 27. svibnja do 16. kolovoza 1992. 3.197 od njih bili su Muslimani, a 125 su bili Hrvati. Logor Trnopolje je bio uspostavljen u selu Trnoplje, 24. svibnja 1992. Srpska vojska je čuvala logor sa svih strana. Postavljena su mitraljeska gnijezda i dobro naoružani punktovi s oružjem, uperenim prema logoru. Nekoliko tisuća ljudi je zatočeno u logoru, od kojih su velika većina bili Muslimani, a manji dio Hrvati. Više od 200 prijedorskih civila je ubijeno na planini Vlašić, na lokalitetu Korićanske stijene.
25. svibnja 1992., nakon višemjesečnih provokacija i iživljavanja nad Hrvatima teslićke općine počinje i otvorena srpska agresija na Komušinu. Toga dana kreće ofenziva na lokalitetu Gornja Komušina, uspostavlja se linija duga 15 kilometara. Nakon 10-ak dana počinje i napad iz pravca grada Teslića na šire područje Studenaca i Vrućice pa se linija povećava na 45 kilometara. Branitelji HVO-a Teslić-Komušina grčevito se bore do 10. kolovoza 1992., kada Komušina pada, a rezervna linija se formira na Dubravama iznad Novog Šehera, područja s 10 hrvatskih i nekoliko bošnjačkih sela. Uz velike napore i velike gubitke u ljudstvu, crta obrane se uspijeva zadržati na Hatkinim njivama, koje su danas simbol obrane toga kraja. Na Hatkinim njivama, HVO Teslić-Komušina je obranio prolaz srpskom agresoru prema Novom Šeheru i dalje prema Maglaju s čim bi spojili Ozren i Teslić te tako u okruženje stavili cijeli Tešanj i Usoru.
11. lipnja 1992., Prvi i Drugi krajiški korups VRS i srpske paravojne formacije zauzimaju Kotor Varoš. Hrvatski i muslimanski civili su uhićeni i smješteni u četiri logora, u zgradu Starog suda, pilane, srednje škole i u selu Maslovare. Teškim topništvom do temelja je srušeno selo Hrvaćani, 12. lipnja, a dva dana poslije, više od 10 civila je ubijeno u Kotor Varošu. 25. lipnja, u predjelu Kukavice, ubijeno je šest civila, a nekoliko civila je ubijeno na mostu preko Vrbanje, čija su tijela bačena u Vrbanju. Toga dana, u Kotor Varošu ubijeno je 30 civila, a dvije masovne grobnice su nastale u Donjem Varošu Vrbanjcima. Srpsko zrakoplovstvo je sustavno bombardiralo Večiće, Viševice i Sokoline. Selo Sokoline je zauzeto početkom listopada, civili su protjerani, a više od 200 muškaraca je završilo u logorima.
U rujnu 1992. godine Srbi granatiraju sam grad Bugojno, granate padaju na sklop župne crkve i župnog dvora, zapaljen je crkveni toranj. Kako srpski agresor zauzima općinu sjeverno od Bugojna, Donji Vakuf, deseci tisuća muslimanskih izbjeglica slijevaju su u njega, što će kasnije biti jedan od uzroka hrvatsko-muslimanskog sukoba u tom gradu. Napadnuta su i općine mješovitog etničkog sastava: Doboj, Rogatica, Vlasenica, Bratunac, Ključ, Bosanska Krupa, Bosanski Novi, Glamoč, Bosanski Petrovac i Čajniče. U svim tim općinama, Srbi uspostavili kontrolu, a Bošnjaci i Hrvati su protjerani. Općine, u kojima su Srbi bili apsolutna većina, bile su pošteđene većih borbi: Banja Luka, Bosanska Dubica, Bosanska Gradiška, Bileća, Gacko, Han Pijesak, Kalinovik, Nevesinje, Trebinje i Rudo, a njihovo nesrpsko stanovništvo je protjerano. Slično tome, srpsko stanovništvo je protjerano iz općina središnje Bosne i Hercegovine: Sarajevo, Zenica, Maglaj, Zavidovići, Bugojno, Mostar, Konjic i druge.

### Rezultati
U ratnim operacijama u ljeto i jesen 1992., uspostavlja se ratna linija između srpskih snaga i snaga druga dva naroda koja se do kraja 1994. neće bitnije mijenjati. Iako su srpski izvori tvrdili kako Vojska Republike Srpske kontrolira oko 70 % teritorija, što se čini pretjeranim, svakako taj postotak nije bio manji od 60 %. Na neokupiranom prostoru, Hrvati su držali oko 16 %, a Muslimani oko 21 % teritorija Bosne i Hercegovine. Odlučujući trenutak prve faze rata postaje napad na Sarajevo, početkom svibnja. Neuspjeh napada značio je trenutni neuspjeh projekta stvaranja Velike Srbije o kome su srpski dužnosnici otvoreno govorili.
Najkvalitetniji dio teritorija pod nadzorom Vojske Republike Srpske bila je banjalučko-dobojska regija, s brojnim stanovništvom i urbano-industrijskim centrima. Područje jugozapadne Bosne, od Drvara do Kupresa, slabo je naseljeno i razvijeno, a otprije je poznato kao demografska "crna rupa" Bosne i Hercegovine, bez dovoljno domicilnog stanovništva za funkcionalnu obranu. Podrinje je značajno zbog hidroenergetskog potencijala rijeke Drine i velikog rudnog bogatstva, ali protjerivanjem većinskog muslimanskog stanovništva ostalo je bez demografskog potencijala. Istočna Bosna i Istočna Hercegovina su brdsko-šumski i krški krajevi, također rijetko naseljeni i slabo razvijeni. Tek zauzećem najvećeg dijela Bosanske Posavine, Republika Srpska je stekla značajnije kvalitetne teritorijalne dobitke. Srpske snage nisu uspjele u svome osnovnom naumu: brzom zauzimanju teritorija Bosne i Hercegovine i kvalitetnom osiguranju najvažnijih komunikacijskih pravaca prema tzv. Republici Srpskoj Krajini u Hrvatskoj. Stoga su u jesen 1992., nakon zauzimanja Jajca, prešle u strategijsku defanzivu koja će trajati do kraja rata.

## 1993.

### Republika Srpska
Nakon ispunjavanja svojih ratnih planova tijekom ljeta 1992. godine, stanje se u Republici Srpskoj "normalizira". Ime je promijenjeno u Republika Srpska 12. kolovoza 1992. godine. Rat još uvijek traje, ali on se prije svega svodi na topničke napade protiv muslimanskih i hrvatskih snaga i gradova bez značajnijih uspješnih ili neuspješnih napada. Novonastala situacija niti rata niti mira u pozadini bojišta dovodi do promjene političke klime među običnim Srbima, koji počinju zahtijevati normalan život i prestanak banditskih napada, koji u nestanku ne-Srba počinju maltretirati Srbe.
Iako ne postoje službene brojke u 18 mjeseci postojanja Republike Srpske u Banjoj Luci, od ožujka 1992. do rujna 1993., 60.000 stanovnika ju je napustilo. Mjesečna primanja u Republici Srpskoj su iznosila između 1 i 4 njemačke marke za vojnike, a ona kod privatnika 30 - 40 njemačkih maraka, dok je istovremeno cijena školarina 80 njemačkih maraka. Takva ekonomsko-politička situacija rezultira pobunom vojnih snaga oko Banje Luke protiv vodstva Republike Srpske u rujnu 1993. Nakon 7 dana, ona je ugušena sporazumom, koji je ostao mrtvo slovo na papiru. To će sve biti prihvaćeno kao upozorenje od strane vodstva RS-a.

### Vance-Owenov mirovni plan
Tijekom siječnja 1993. godine američki diplomat Cyrus Vance i britanski diplomat David Owen predložili su novi mirovni plan o podjeli Bosne i Hercegovina na 10 regija tako da svi narodi dobiju po 3 regije dok je područje Sarajeva zajedničko. Iako su mirovni plan potpisali Bosna i Hercegovina, Republika Srpska i Herceg-Bosna on nikada nije zaživio jer ga je 5. svibnja 1993. odbio parlament Republike Srpske. Sam plan je bio protivan srpskim proklamiranim ratnim ciljevima jer po njemu Posavina pripada Hrvatima, a najveći dio Podrinja Bošnjacima dok je srpski ratni cilj bio da ta oba područja postanu srpske zemlje.
Tijekom pregovora, kako bi sabotirao protivljenje Alije Izetbegovića ovom planu, David Owen je počeo promovirati predsjednika Herceg-Bosne Mate Bobana i "umjerenog" Bošnjaka Fikreta Abdića Rezultat takve pregovaračke politike postaje rat Hrvatske zajednice Herceg-Bosne i bošnjačke Republike Bosne i Hercegovine kao i pobuna Fikreta Abdića (Autonomna pokrajina Zapadna Bosna).

### Bošnjačko-hrvatski sukob
██ HVO
██ HVO osvojio od ARBiH
██ VRS
██ VRS osvojila od ARBiH u prvoj polovici 1993.
██ ARBIH
██ ARBiH osvojila od HVO
██ HVO - HZ Soli - bez oružanog sukoba. HVO se sam raspustio, teritorij preuzela ARBiH
██ HVO Bihać - bez oružanog sukoba. Skupa s ARBiH.
██ HVO Sarajevo - HZ Vrhbosna - bez oružanog sukoba. ARBiH prisilno ukinula HVO.
Tijekom lipnja 1992. godine javili su se prvi incidenti između hrvatskih i bošnjačkih postrojbi. U njima je bilo nekoliko poginulih i ranjenih vojnika na obje strane. Posljedica tih napetosti i incidenata je da se grad Uskoplje podijelio na dva dijela: hrvatski, koji se naziva Uskoplje, i na bošnjački dio, koji zadržava naziv Gornji Vakuf. Sve do danas grad je ostao podijeljen na dva dijela, a ulica u središtu grada ih razdvaja. Osim većih incidenata događali su se i manji. Tako su se od travnja 1992. do početka sukoba, u listopadu 1992. godine dogodila paljenja hrvatskih zastava i hrvatskih domova. Osim paljenja, događaju se i prva ubojstva Hrvata od strane Bošnjaka. Stradaju hrvatski civili i vojnici, a i na bošnjačkoj strani ima žrtava.
Dana 23. listopada 1992. počinje bošnjačko-hrvatski sukob, Bošnjaci su u Prozoru svojim usporednim vojnim ustrojem isprovcirali HVO-a te sukob, koji je potrajao više od pola dana je okončao teškim porazom bošnjačkih snaga. U Novom Travniku Bošnjaci su napali zapovjedništvo HVO-a u Novom Travniku i uništili Ratnu bolnicu HVO-a te zapalili su dvije zgrade u gradu, gdje su živjeli pretežno Hrvati. Grad je podijeljen, a poslije nekoliko dana nastavljaju se sukobi u kojima HVO preuzima kontrolu u gradu. Prvi jači sukob između dviju vojski u Uskoplju izbio je 23. listopada 1992. godine. Bošnjaci u siječnju 1993. godine preuzimaju vlast u svim gradskim institucijama u Bugojnu. Hrvati su isključeni iz upravljanja općinom, ali HVO još djeluje. Postrojbe Armije BiH, 23. i 24. siječnja 1993. godine, prvi put napadaju hrvatska područja u općini Kiseljak.
Neočekivan i dobro pripremljen napad Armije BiH na HVO u Konjicu započeo je 23. ožujka 1993., a Bošnjaci vrlo brzo i bez gubitaka ovladale gotovo cijelim prostorom općine Konjic i na tom prostoru provodili teror i zločin nad hrvatskim narodom. Najžešći napad postrojbi Armije BiH na Busovaču dogodio se 25. ožujka 1993. godine. Oko 8.500 vojnika raznih postrojbi Armije BiH krenulo je na Busovaču. Grad je bio u okruženju i blokiran, ali je 1.400 vojnika HVO-a sve to izdržalo i obranilo grad od napada postrojbi Armije Republike Bosne i Hercegovine.
Početkom i sredinom travnja 1993. godine u cijeloj Lašvanskoj dolini sukobi između HVO-a i Armije BiH postaju sve češći i oštriji. Uznemirenost građana i strah povećavaju se napadima Armije BiH na Vitez i Busovaču, jer bošnjačka politika najavljuje rat do potpunog sloma hrvatskih vojnih snaga u dolini Lašve i njeno osvajanje. Glavni sukob između HVO-a i Armije BiH na području Viteza dogodio se 16. travnja 1993. godine. U gradu se vode ulične borbe, a UNPROFOR otvoreno staje na stranu Armije BiH, koja je napala grad, no unatoč tome HVO je uspio obraniti grad i zadržati ga pod svojom kontrolom. Istog dana u zoru, Postrojbe HVO-a su počinile težak zločin, ubivši 120 bošnjačkih civila u Ahmićima. Stradavanje Hrvata 16. travnja 1993. događa se u konjičkom selu Trusina, Postrojbe Armije BiH ušle su u selo i pobile 27 Hrvata. Ovaj zločin nije doživio medijsko pokriće poput Ahmića, a ovaj ni danas nije procesuiran. U Jablanici, Bošnjaci preuzimaju cjelokupnu kontrolu nad općinom, a oko 400 Hrvata su smjestili u dva logora.U travnju i svibnju 1993. godine Hrvati su potpuno eliminirani u većini jablaničkih sela. Postrojbe Armije napale su prostor općine Zenica koji nastanjuju Hrvati 17. i 18. travnja 1993. godine. Zenički HVO odlučuje predati se, da ne stradaju civili, a i radi odnosa snaga koji su bili 1:8 ili čak 1:10 u korist snaga Armije BiH. Vojnici Armije BiH masakrirali su 60 hrvatskih civila u busovačkim selima Kuber i Putiš, 17. travnja, a već sutradan ubijeno je 30 Hrvata u selu Šušanj kod Zenice.U sredini travnja 1993. godine, nakon progona Hrvata iz Zenice, u Željeznom Polju, općina Žepče, Armija BiH je strijeljala trideset Hrvata zarobljenih na području općine Zenica, a koji su prije toga prisilno kopali rovove za potrebe Armije BiH. Postrojbe Armije BiH su upale u konjičko selo Pothum/Žitače i masakrirale 24-27 civila i vojnika HVO-a, koji su branili vlastite domove
Dana 9. svibnja 1993. godine nakon povratka sa smjene, koju su Bošnjaci i Hrvati zajednički održavali na crti prema Srbima, brojnima Hrvatima je bilo oduzeto oružje, a nakon toga su smješteni u zarobljeničke logore. Dolazi do žestokih sukoba između HVO i Armije BiH, u kojima bošnjačka vojska pokušava zauzeti čitav Mostar. HVO uspijeva zadržati pod kontrolom zapadni dio grada, a svi sumnjivi bošnjački civili i vojnici zatvoreni u zarobljeničke logore. U ratnom sukobu na području Travnika pripadnici Armije BiH počinili su ratne zločine nad 143 Hrvata, a sredinom travnja vrše opći progon Hrvata. Dana 3. lipnja 1993. godine Armija BiH napada okolinu Travnika, a velik broj travničkih Hrvata bježi u Novi Travnik, gdje nastaje težak problem smještaja prognanika. Na sam Bajram, 1. lipnja 1993. godine, bolje naoružana, brojnija i više motivirana Armija BiH zauzima Fojnicu, pljačkaju se i pale hrvatske kuće, a stanovništvo protjeruje. Toga dana stradavaju katolička crkva i samostan časnih sestara. Pripadnici Armije BiH, 6. lipnja 1993. godine ubili su 30 Hrvata u Novom Travniku. Oko 10.000 pripadnika Armije BiH po već utvrđenom planu navalilo je svim silama na crte obrane HVO-a Kakanj te ih probijaju, 13. lipnja 1993. godine, a oko 15.000 kakanjskih Hrvata spas pronalazi u zbjegu u obližnji gradić Vareš. 10. lipnja 1993. godine, osmero hrvatske djece u Vitezu stradava od granate ispaljene s bošnjačkog položaja. Na izletištu Busovačke staje kod Busovače, Bošnjaci su ubili 22 hrvatske izbjeglice koje su krenule u Hrvatsku. Oružani napad postrojbi Armije BiH na Hrvate općine Kreševo počinje 17. lipnja 1993. godine, s ciljem da se svrgne legalno izabrana općinska vlast. Unatoč brojnim i žestokim napadima, HVO je uspio obraniti Kreševo i zadržati ga pod svojom kontrolom.
Na katolički blagdan Sv. Ivana Krstitelja, 24. lipnja 1993. godine, dok se služila sveta misa, počeo je napad bošnjačkih snaga na Žepče. Borbe su žestoke, s mnogo ranjenih i poginulih vojnika na obe strane. Unatoč tome što su se našli u potpunom okruženju, žepački Hrvati su se preko svoga HVO-a uspjeli obraniti od Bošnjaka i Srba. Na području Zavidovića, prvi otvoreni sukob dogodio se 25. lipnja 1993. godine kada je minobacačkom vatrom Armija BiH granatirala selo nastanjeno Hrvatima, Gornju Lovnicu. Na području Bjelopoljske kotline (Bijelo Polje), sjeverno od Mostara, 30. lipnja 1993. godine dolazi do pobune bošnjačkih pripadnika koji su se do tada borili u postrojbama HVO-a. Bošnjaci uperuju puške u svoje dojučerašnje suborce Hrvate te tako u toj iznenadnoj pobuni dolazi do velikog broja zarobljavanja i ubojstava hrvatskih pripadnika mostarskog HVO-a. Tako HVO gubi kontrolu nad istočnim dijelom grada, brojnim sjevernim te jugoistočnim prigradskim naseljima na lijevoj obali Neretve. Sukob u Maglaju je počeo prvih dana srpnja 1993. godine, sravnjeno je 35 hrvatskih kuća u selu Liješnica, a maglajski Hrvati su protjerani. Do žestokog sukoba između HVO-a i Armije BiH u Uskoplju došlo je 4. i 5. srpnja 1993. godine kada je spaljeno i od Hrvata očišćeno nekoliko sela. Pred silovitim napadima pripadnika Armije BiH, s Malkoča (zadnje linije obrane Fojnice), 16. srpnja 1993. godine povlače se pripadnici HVO-a. S njima je u zbjeg krenulo šest tisuća Hrvata. Brojna hrvatska sela su spaljena kao i pošta, hotel, ratna bolnica i tvornice u samom gradiću Fojnici. Opći napad Armije BiH na Bugojno počeo je 18. srpnja 1993., a sve je dovršeno 28. srpnja 1993. godine. Bošnjačka vojska zauzima grad, u borbama je poginulo 90 pripadnika HVO-a, a oko 350 Hrvata je završio u logorima. Počinje egzodus oko 13 tisuća hrvatskih civila.
Dana 28. srpnja 1993. pripadnici 44. brdske brigade IV. korpusa Armije BiH potpomognuti Bošnjacima iz okolnih sela zauzimaju selo Doljane kod Jablanice ubijaju devet civila i 33 pripadnika HVO-a, a u logor odvede 185 mještana, među kojima je bilo 37-ero djece i 10 trudnica. HVO u protunapadu oslobađa selo te javnost saznaje za ovaj svirepi zločin. Dana 28. kolovoza 1993. godine, Hrvatska zajednica Herceg-Bosna prerasta u Hrvatsku Republiku Herceg-Bosnu.  Odluka o utemeljenju Hrvatske Republike Herceg-Bosne, u potpunosti, je konzistentna s Owen-Stoltenberg planom, no zbog činjenice da u to vrijeme plan još nije stupio na snagu, on se eksplicitno ne spominje u preambuli. Stalno u strahu od bošnjačkog nasilja, krajem kolovoza 1993. godine započinje evakuacija žena i djece iz Vareša U dva konvoja preko srpskih teritorija krenulo se u Hercegovinu]. Bilo je ukupno oko 3.200 djece i žena koje su smještene na područja pod kontrolom HVO-a u Hercegovini. 6. rujna 1993. godine, jedinice Armije BiH iz Sarajeva napadaju Vrde, bitnu kotu obrane zapadnog Mostara.Vojnici HVO-a su zaustavili su ovaj napad te tako obranili svoje položaje i hrvatsko stanovništvo u Mostaru, a pripadnici Armije BiH u tijeku operacije izvršile su više pokolja civilnog stanovništva i zarobljenih vojnika HVO-a, te su uništavali i pljačkali hrvatsku imovinu. Tzv. Zukini specijalci u zoru 9. rujna 1993. godine, ubijaju 32 Hrvata u Grabovici, selu na granici mostarske i jablaničke općine. 14. rujna 1993. godine, Armija BiH masakrira 41 Hrvata u Uzdolu, a dva dana poslije oko 25 pripadnika HVO-a u Hudutskom, selima koja se nalaze u općini Prozor-Rama. Opći napad postrojbi Armije BiH na varešku općinu počeo je 18. listopada 1993. godine, isti dan kada se 5.700 prognanika iz Vareša organizirano uputilo prema Hercegovini i to iz pravca Breze, Visokog, Kaknja i Zenice.
Sutradan postrojbe Armije BiH zauzimaju hrvatsko selo Kopijari, kojeg potpuno pljačkaju i spaljuju. U Stupnom Dolu se koncentriraju elitne postrojbe bošnjačke vojske i mnoštvo minobacača, topova i ostalog naoružanja Armije BiH. U dvodnevnom sukobljavanju između pripadnika Armije BiH i HVO-a u selu Stupni Do, pripadnici HVO-a zauzimaju selo 25. listopada 1993. godine i u njemu ubijaju 16 Bošnjaka. 30. listopada 1993. godine, tri korpusa Armije BiH i specijalci kreću na Vareš kojeg brani svega 1.650 vojnika HVO-a. Vareš pada, a oko 7.500 Hrvata iz Vareša preko srpskih teritorija utočište nalazi u Kiseljaku, Kreševu i Gromiljaku. Pod prisilom općeg napada Armije BiH, s prostora općine Vareš iselilo oko 9.000 domicilnih stanovnika Hrvata i oko 15.000 Hrvata prognanih iz Kaknja. Tijekom sukoba u Mostaru, dio grada pod kontrolom Armije BiH je blokiran i granatirao je HVO. U jednom takvom granatiranju 9. studenoga 1993. godine srušen je i Stari most. Armija BiH u samom gradu je bila u očajnom stanju te je bila primorana da surađuje i nabavlja oružje od VRS-a.
Humanitarni konvoj "Bijeli put za Novu Bilu i Bosnu Srebrenu" se sastojao 99 šlepera i 200 članova medicinskog osoblja, franjevaca, novinara i tehničkog osoblja, a za cilj je imao prenijeti hranu i lijekove u bolnicu u Novoj Biloj. Bolnica u Novoj Biloj do 1994. godine hospitalizirala je više od 11.000 ljudi srednje Bosne, od čega su polovica bili ranjenici i to mahom hrvatske nacionalnosti. U to vrijeme bolnica je zapošljavala tek nekolicinu liječnika, a u trenutku kad je došla pod blokadu, bio je onemogućen svaki oblik pružanja medicinske pomoći. Konvoj "Bijeli put za Novu Bilu i Bosnu Srebrenu" probio je potpunu osmomjesečnu blokadu sedamdesetak tisuća Hrvata u Lašvanskoj dolini i donio im spas u hrani i lijekovima, ali i vjeru da nisu sami. Pri povratku, pripadnici Armije BiH napali su konvoj "Bijeli put" u Uskoplju i na licu mjesta ubili jednog, a ranili tri sudionika konvoja. 22. prosinca 1993. godine, postrojbe Armije BiH počinile su ratni zločin, ubivši 74 hrvatskih civila u Križančevu selu, općina Vitez te ih pokopali u dvije masovne grobnice.
Opća skupština Ujedinjenih naroda 20. prosinca 1993. donosi sljedeći izvještaj o situaciji u Bosni i Hercegovini:

### Owen-Stoltenbergov mirovni plan
Ovaj mirovni plan norveškog i britanskog diplomata je prezentiran javnosti 20. kolovoza 1993. godine. Po njemu Bosna i Hercegovina bi bila podijeljena na 3 nacionalne minidržave. Kako bi po tom planu Srbi dobili 52 %, Bošnjaci 30 %, a Hrvati 18 % državnog teritorija je bio odbačen od vlade Bosne i Hercegovine 29. kolovoza 1993. godine.
Tijekom ljeta 1993. godine David Owen koji radi na svom novom mirovnom planu je postao zbog svoje politike omražena osoba ne samo među Bošnjacima nego i u Europskoj Uniju koju službeno predstavlja. Europski parlament je rezolucijom 15. srpnja 1993. godine osudi pritisak koji predstavnik Europske komisije Lord Owen vrši na vladu Bosne i Hercegovine. Sličnu osudu će dati i europski ministar vanjskih poslova Hans van de Brock koji javno osuđuje Owenovu strategiju kapitulacije i legitimiziranje agresije, a europski parlament će izglasati početkom 1994 godine s 160 glasova za i 90 protiv smjenu, ali to neće dovesti niti do njegove smjene niti do njegove ostavke. Američki Washington Post će nazvati Owena personifikacijom zapadne propale politike i moralne kapitulacije
Obrana Lorda Owena na međunarodne kritike je bila kako bosanskohercegovačka vlada nije zahtijevala njegov opoziv i kako su svi britanski članovi europskog parlamenta pri glasovanju podržali njegovu politiku. Obrana je bila točna po obje točke, ali se ne smije zaboraviti odgovor bosanskohercegovačkih dužnosnika na pitanje o Owenu koji je glasio On je samo predstavnik europske politike, a specijalno one britanske. Nema razlog za misliti da će se promijeniti politika ako on podnese ostavku

### Zaštićene zone
Tijekom proljeća 1993. godine kako bi se zaštitilo bošnjačko stanovništvo koje se sklonilo u naseljima istočne Bosne kao i Sarajeva, Tuzle i Bihaća Vijeće Sigurnosti Ujedinjenih Naroda na prijedlog Francuske donosi odluku u stvaranju zaštićenih zona koje će UNPROFOR braniti od napada ako je potrebno i oružanom silom. Naselja koja postaju zaštićene zone su: Sarajevo, Bihać, Žepa, Tuzla, Goražde i Srebrenica, ali ta zaštita će na kraju postati mrtvo slovo na papiru pošto će više ovisiti o nacionalnosti vojnika koji brane sigurnosnu zonu nego o bilo kojoj drugoj činjenici. Srebrenica koju su "branili" nizozemski vojnici nije bila dovoljno važna da ju NATO obrani kao što je obećano, a identična situacija se događa sa Žepom koju su "branili" ukrajinski vojnici ili Bihaćem kojeg su "branili" bangladeški vojnici. Potpuno različitu situaciju imamo u zaštićenoj zoni Goražda koju brane britanski vojnici i za koju NATO odlučuje kako je dovoljno važna da ju se brani zračnim napadima .

## 1994.

### Washingtonski sporazum
U veljači 1994. godine, sukobi između Bošnjaka i Hrvata su gotovo utihnuli. Javljaju se tek pojedinačni i manji incidenti. Teških ratnih zločina i genocida nema. Političko-diplomatski pregovori sve su jači i značajniji. Od Hrvata u ratnom sukobu HVO-a i Armije BiH očišćene su općine Vareš, Kakanj, Maglaj, Zavidovići, Bugojno, Zenica, Travnik, Konjic, Jablanica. Za vrijeme krvavog sukoba, s područja pod kontrolom HVO-a protjerano je oko 50.000 Bošnjaka, a s područja pod kontrolom Armije BiH oko 150.000 Hrvata. Armija BiH, zahvaljujući uspješnom sukobu s HVO-om, je pod svoju kontrolu stavila najpovoljnije prirodne komunikacije u Bosni i Hercegovini i to: prijevoj Ivanovo sedlo na komunikaciji Konjic-Tarčin, prijevoj Rastovo na komunikaciji Uskoplje-Novi Travnik, prijevoj Mošuljsko sedlo na komunikaciji Tuzla-Kladanj i Vrandučku klisuru kao ključnu točku za komunikaciju dolinom rijeke Bosne. Pod kontrolu Armije BiH došli su i važni operativno - strateški pravci u Bosni i Hercegovini i to: pravac Sarajevo-Zenica-Travnik, a on ima ključni značaj kao demografski, ekonomski i prometni potencijal i položaj, pravac Sarajevo-Olovo-Tuzla i pravac Sarajevo-Jablanica-Mostar. Kontrolom ova tri strateško operativna pravca Armija BiH je stekla prednost u središnjem dijelu Bosne i Hercegovine na pravcu Mostar-Sarajevo-Zenica-Tuzla.
Predsjednik Republike Hrvatske dr. Franjo Tuđman i predsjednik Predsjedništva Bosne i Hercegovine Alija Izetbegović potpisali su u Washingtonu, 18. ožujka 1994. godine Okvirni sporazum o konfederalnim vezama između Republike Hrvatske i buduće bošnjačko-hrvatske federacije u Bosni i Hercegovini. Premijer Bosne i Hercegovine Haris Silajdžić i predsjednik Predsjedničkog vijeća Hrvatske Republike Herceg-Bosne Krešimir Zubak potpisali su u Washingtonu tekst Nacrta ustava federacije Hrvata i Bošnjaka u Bosni i Hercegovini. Washingtonskim sporazumom, dogovoreno je primirje između Hrvatskog vijeća obrane i Armije Republike Bosne i Hercegovine, a hrvatski i bošnjački teritoriji u Bosni i Hercegovini su ujedinjeni u Federaciju Bosne i Hercegovine, koja je podijeljena na županije. Županijski sustav je predstavljao svojevrsnu obranu kako bi se spriječila dominacija jednog naroda nad drugim.

### Prvi veći uspjesi Bošnjaka i Hrvata
Sklapanjem Washingtonskog sporazuma napor međunarodne zajednice se 1994. godine prebacuje na nalaženje mirovnog sporazuma kojim bi završio rat između pobunjene Republike Srpske stvorene etničkim čišćenjem i genocidom i Bosne i Hercegovine. SAD,  Europska unija i Rusija već u proljeće 1994. godine su dovršili mirovnim plan po kojem bi Srbi koji čine 33 % stanovništva bili nagrađeni za svoje zločine dobitkom 49 % državnog teritorija, ali bi se morali odreći 21 % iznad koji još drže. Vlada Bosne i Hercegovine je pokušavala da smanji teritorij koji će dobiti Srbi na "samo" 42 %, ali je to bilo odbijeno od velikih sila. Ipak bez obzira na sve Srbi će odbiti taj mirovni plan, a od jednom po mišljenju zapadnih diplomata najbolja šansa za mirovni sporazum će postati Slobodan Milošević koji će na kraju ipak uvesti kakve takve sankcije protiv bosanskih Srba koji se protive miru Na kraju od mirovnog plana 1994. godine se neće ništa dogoditi tako da se nastavljaju ratne operaciji.
Neupitno najveći vojni uspjeh te ratne godine su doživjele vladine snage ili konkretno bihaćki korpus kada pobjeđuje snage lojalne pobunjenom Fikretu Abdiću koji je u Velikoj Kladuši tijekom rujna 1993. godine proglasio SAP Zapadna Bosna i udružio se sa srpskim snagama. On će biti poražen u ljeto 1994. godine nakon čega bihaćki korpus napada i nakratko pobjeđuje srpske snage. Tijekom dovlačenja pojačanja i srpskog protunapada u prosincu 1994. vladine snage će jedva obraniti Bihać, nakon čega se ponovno uspostavlja stara ravnoteža snaga u zapadnoj Bosni. S druge strane u središnjoj Bosni vladine snage će ponovno osloboditi grad Kupres koji je tijekom rata nekoliko puta mijenjao vlasnika
Važna politička odluka Bosansko-Hercegovačke vlade osim ona o prihvatanju mirovnog sporazuma po kojem Republika Srpska dobiva 49 % države postaje i ona o šestomjesečnom moratoriju na zahtjev za ukidanje embarga kako bi UNPROFOR dovozio hranu tijekom zimskog razdoblja dok se bosanske snage "ilegalno" naoružavaju u očekivanju proljeća. Na jesen 1994. godine Bosna i Hercegovina je imala 164,000 vojnika naoružanih prije svega osnovnim naoružanjem dok je na drugoj strani Republika Srpska imala 102,000 vojnika s potpunom nadmoći u tenkovima i topništvu.
Nakon potpisivanja Washingtonskog sporazuma HVO je zajedno s Hrvatskom vojskom, a u nekim akcijama i s Armijom Republike Bosne i Hercegovine počeo nizati ratne pobjede protiv srpskog neprijatelja. U Operaciji Cincar, prvoj koordiniranoj akciji HVO-a i Armije BiH, koja je trajala od 1. studenoga do 3. studenoga 1994. godine, oslobođeno je područje ukupne površine 200 četvornih kilometara, a vojska bosanskih Srba je odbačena dalje od planine Cincar. Otvorena je cesta Bugojno - Livno te je oslobođen veći dio strateški važnog Kupreškog polja i sam gradić Kupres i okolna sela. Operacija Zima '94. odvijala se u razdoblju od 29. studenog do 24. prosinca 1994. godine na području Livanjskog polja i planine Dinare. U toj akciji postrojbe HV-a i HVO-a su oslobodili područje od 200 četvornih kilometara. Srpske snage su poražene na Dinari i veći dio Livanjskog polja našao se pod nadzorom HV-a i HVO-a, a posredno je spašena Bihaćka enklava.

### Mirovni plan velikih sila
Tijekom 1994. godine SAD, Velika Britanija, Francuska, Rusija i Njemačka su stvorile novi mirovni plan čija varijanta će na kraju biti nametnuta Bosni i Hercegovini tijekom pregovora u Daytonu. Po tom mirovnom planu Bosna i Hercegovina će se sastojati od Federacije Bosne i Hercegovine i Republike Srpske u omjeru 51 % naprema 49 %. Prvobitno će taj mirovni plan biti odbačen od bosanskih Srba koji tada drže 70 % Bosna i Hercegovine, a potom i od bosanskohercegovačke vlade zbog za njih neprihvatljivih uvjeta koje su za prihvaćanje plana stavili bosanski Srbi. Alija Izetbegović je bio pozvao velike sile koje su predložile plan da kazne bosanske Srbe zbog odbijanja, ali na žalost po njegovim riječima velike sile imaju "veliku zaboravnost kada se dođe to takvih stvari". Američki predsjednik Bill Clinton je u vezi ovog mirovnog plana bio obećao tijekom rujna 1994. godine da će pokušati ukinuti embargo na oružje ako bosanski Srbi ne prihvate mirovni plan do 15. listopada 1994. godine, ali koristeći riječi Alije Izetbegovića velesila će ponovno prikazati "veliku zaboravnost kada se dođe to takvih stvari".
Osnovni razlog za srpsko protivljenje ovom kao i ranijim planovima (Vance-Owen, Owen-Stoltenberg) se nalazi u činjenici da vladine snage "dobivaju" koridor do rijeke Save i koridor do rijeke Drine (preko "zaštićenih zona") dijeleći Republiku Srpsku na 3 dijela što je bilo neprihvatljivo ili kako je to Radovan Karadžić rekao:
Ako naš teritorij u Bosni nije ujedinjen mi nikada nećemo potpisati mirovni sporazum
Tek nakon katastrofalnog vojnog poraza bosanskih Srba tijekom kolovoza i rujna 1995. godine Republika Srpska će prihvatiti podjelu Bosne i Hercegovine na bošnjačko-hrvatski i srpski dio u omjeru 51 % naprema 49 %, ali tek nakon što su pobrisani koridori Federacije Bosne i Hercegovine prema Drini i Savi.

## 1995.

### Srebrenica
Nakon propasti srpskog napada na Bihać tijekom zime 1994-95, početka jačeg angažiranja SADa i postizanja kakvog takvog dogovora o ukidanju embarga na oružje Srpsko rukovodstvo je u proljeće 1995. godine donijelo odluku da se "rješi" problem zaštićenih zona u istočnoj Bosni koje su onemogućavale ostvarivanje ratnih planova još iz 1992. godine kada je strateškim ciljem proglašeno:
Uspostavljenje koridora u dolini rijeke Drine, odosno eliminisanje Drine kao granice između srpskih država, a dužnosnik  UNPROFORa je s druge strane još 1993. godine tijekom prve srebreničke krize izjavio:
Srbi neće stati dok ne zauzmu Srebrenicu
Svi mirovni prijedlozi međunarodne zajednice su zbog 50,000 - 60,000 Bošnjaka u Srebrenici davali dobar dio rijeke Drine Bošnjacima što je za Srbe bilo neprihvatljivo tako da su od proljeća te godine zabranili dostavu hrane i počeli pomicati vojsku pripremajući napad i testirajući da li će biti reakcije NATO saveza. Najvažniji od tih testova se dogodio 6. lipnja 1995. godine kada su srpske snage napale i zauzele jednu od pozicija UNPROFOR-a oko Srebrenice. Zahtjevi lokalnog zapovjednika UNPROFORa za bombardiranjem srpskih pozicija kako bi se spasili njegovi vojnici su bili odbijeni, a samo desetak dana kasnije predstavnik UNa Yasushi Akashi će obavjestiti Radovana Karadžića kako UNPROFOR povećava broj ljudi u Bosni i Hercegovini, ali da neće promijeniti svoj načina rada. Posljednje u srpskim očima dopuštenje za napad na Srebrenicu će dati Carl Bildt 7. srpnja 1995. godine. Na dan njegovog posjeta Slobodanu Miloševiću srpske snage će zaustaviti svoj napad, ali nakon što je on zatražio obustavu neprijateljstava oko Sarajeva, a nije uopće spomenuo Srebrenicu napad će biti obnovljen. Tijekom završnog srpskog napada na Srebrenicu 11. srpnja 1995. godine lokalni zapovjednik UNPROFORa će izdati naređenje tamošnjim bosanskim snagama da napuste obrambene pozicije južno od grada kako bi NATO mogao bombardirati Srbe, ali do toga na kraju neće doći nego će grad pasti bez borbe nakon čega će pripadnici vojske bosanskih Srba i Srpske policije masakrirati više od 8,000 Bošnjaka. Genocid bi bio mnogo veći da Srebrenički korpus zajedno s većim brojem civila (sveukupno je bilo 10,000 - 15,000 ljudi) nije krenuo u proboj po svaku cijenu prema slobodnom teritoriju. Međunarodni sud će 2007. godine presuditi da su vojne snage bosanskih Srba izvršile genocid u Srebrenici, ali je istovremeno Srbija proglašena nedužnom pošto je sud iz nikad razjašnjenih razloga odbio zahtjeve Bosne i Hercegovine da se kao dokaz uvedu ratni dokumenti Srbije koji se nalaze u posjedu ICTY. Ta odluka i presuda su izazvali žestoke kritike različitih pravnika, a sam odvjetnik koji je branio Srbiju je izjavio povodom ne korištenja ratnih dokumenata Srbije : Mi nismo mogli vjerovati našoj sreći
Ubrzo po padu Srebrenice vojska Republike Srpske je uputila ultimatum zaštićenoj zoni Žepe da se preda kako bi stanovništvo bilo evakuirano (etnički očišćeno) od strane UNPROFORa koji će ih odvesti na slobodni teritorij. Zadnji dio ultimatuma je bio da herojski zapovjednik Žepe Avdo Palić koji je praktički bez oružja obranio mjesto 1992. godine tako što je srpske vojnike pobijedio drvenim trupcima i kamenjem dođe na "sastanak" sa srpskim zapovjedništvom. Bitka za Žepu u kojoj će navodno srpske snage koristiti kemijsko oružje će trajati između 11. srpnja i 3. kolovoza 1995. godine kada će zaštićenu zonu napustiti i zadnji vojnici UNPROFORa. Na kraju će pomoću pregovora civilno stanovništvo biti evakuirano na vladin teritorij, a vojnici će se probiti iz obruča prema vladinom teritoriju ili prema Srbiji. Taktiku odugovlačenja će zapovjednik bosanskohercegovačkih snaga Aldo Pavić platiti glavom pošto je bio zarobljen tijekom pregovora sa srpskim snagama i potom ubijen. Zbog taktičkog poraza u bitci za Žepu predsjednik Republike Srpske Radovan Karadžić će smijeniti svog vojnog zapovjednika Ratka Mladića što će gotovo dovesti do vojne pobune.

### Bihać
Nakon pada Srebrenice i Žepe, srpske snage su krenule 19. srpnja 1995. godine u završni napad i na "zaštićenu zonu" Bihaća u kojoj se nalazilo 180,000 Bošnjaka i ubrzo zauzele trećinu teritorija. Kako bi se spriječio novi genocid predsjednik Bosne i Hercegovine Alija Izetbegović je zatražio vojnu pomoć od predsjednika Hrvatske Franje Tuđmana. S druge strane Republika Srpska je dobila zeleno svjetlo od Ujedinjenih Naroda za osvajanje Bihaća pošto su NATO i UN donijeli odluku da će se braniti zaštićena zona Goražda u kojoj se nalaze britanski vojnici, dok takva odluka nije donesena i za Bihać u kojem se nalaze bangladeški vojnici UNPROFORa.

### Velike hrvatske pobjede
U jednodnevnoj akciji HV-a i HVO-a pod nazivom Operacija Skok-1, 7. travnja 1995. godine, Srbi su ponovno poraženi na Dinari. Oslobođeno je dodatnih 75 četvornih kilometara. Hrvatske su se snage proširile bočno, prema zapadnoj strani, pa je time sigurnost postrojbi na Dinari postala stabilnija, a posebice sigurnost Livanjskog polja. Važan segment operacija na Dinari bio je zahtjevan i iznimno težak posao probijanja cesta na vrlo nepristupačnom planinskom području putem kojih se na najviše visove Dinare moglo dopremiti teško naoružanje - topovi i tenkovi. Probijanje cesta obavila je inženjerija HV-a i HVO-a pod vodstvom generala Ljube Ćesića Rojsa. Time je učinjen kolosalni strateški preokret - do tada nepristupačna planina Dinara postala je glavna cesta prilaza tenkovima HV-a, što će posebno doći do izražaja u predstojećoj operaciji "Oluja".
Operacija Skok-2 je izvedena je od 4. do 11. lipnja 1995. godine na Dinari i Livanjskom polju. Njome su hrvatske snage (HV i HVO) oslobodile dodatni prostor od 450 četvornih kilometara te je pod nadzor stavljeno cijelo Livanjsko polje. Otad se mogla nadzirati i Cetinska dolina te Vrličko polje, kao i dio Glamočkog polja te put Glamoč-Bosansko Grahovo.
Operacija Ljeto '95. bila je uveritira u "Oluju". Zauzeto je područje ukupne površine 1600 četvornih kilometara uključujući gradove Bosansko Grahovo i Glamoč. Zauzimanjem Bosanskog Grahova hrvatske snage izbile su na prilaze Kninu i presjekle jedinu komunikaciju koja iz Knina preko Drvara vodi prema Banji Luci. Vojska Republike Srpske odbačena je dublje u Bosnu, a Knin i cjelokupno područje Dalmacije pod okupacijom srpskih odmetnika gubi najvažniju prometnicu i dolazi u poluokruženje. Istovremeno, inženjerija Vojske Republike Srpske Krajine otpočinje danonoćnim radovima na osposobljavanju jedine preostale prometnice koja izvodi prema Bosni (Knin-Otrić-Srb-Gornji Lapac).
Uloga HVO-a i vodstva Hrvatske Republike Herceg-Bosne u akciji Oluja, najpoznatijoj i najvećoj pobjedi Hrvatske vojske, bila je značajna. HVO je u prethodnim akcijama u zapadnoj Bosni omogućio i u znatnoj mjeri olakšao HV-u da oslobodi okupirana područja u Hrvatskoj. Bosna i Hercegovina i Hrvatska bile su jedno ratište. Srpski agresor uopće nije poštivao granice tih dviju država. Naprotiv, on je prekrajao granice. S druge strane, akcije HV-a, kada je riječ o BiH, bile su u skladu s međudržavnim sporazumima BiH i Hrvatske. Nevezano za Oluju, Hrvati Bosne i Hercegovine su na početku rata agresora zaustavili na južnom pravcu. Već na samom početku rata u BiH, operacijom Lipanjske zore dijelom su spriječeni napadi srpskog agresora na južnu Dalmaciju, a u potpunosti na srednju Dalmaciju što je u potpunosti spasilo Dalmaciju od katastrofe.
U Maestralu, prvoj značajnijoj operaciji združenih snaga HV-a, HVO-a i Armije BiH u zapadnoj Bosni, zauzeti su veći prostori zapadne Bosne uključujući gradove Drvar, Šipovo, Jajce, Bosanski Petrovac, Bosanska Krupa i Ključ. Trajala je od 8. rujna do 17. rujna 1995. godine, a taj hrvatsko-bošnjački udar je Republici Srpskoj odlomio komad po komad teritorija i donio na tisuće izbjeglica koje su se u kolonama slijevale prema Prijedoru i Banjoj Luci. Maestralom je moral Srba znatno oslabljen a diljem RS-a zavladala je panika.
Operacija Južni potez je bila posljednja operacija HV-a i HVO-a tijekom pobjedonosnog niza operacija nakon kojih je u potpunosti izmijenjena strateška situacija na prostorima Hrvatske i BiH. Bila je logički nastavak mjesec dana ranije izvedene operacije Maestral. Počela je 8. listopada 1995. godine. Tijekom operacije Južni potez zauzeto je područje ukupne površine 800 kvadratnih kilometara uključujući Podrašničko polje, selo Čađavicu, hidroelektranu Bočac i dijelove planine Manjače. Crta obrane postavljena je na planini Manjači, 23 kilometra od Banje Luke, što je bilo u dosegu hrvatskog dalekometnog topništva. Srpske snage su razbijene i u kaosu se povlače prema Banjoj Luci, a zajedno s njima i nova kolona srpskih izbjeglica. Srpski vrh je u panici - eventualni pad Banje Luke psihološki bi odjeknuo poput pada Knina - padom Banje Luke praktički bi pala i cijela Republika Srpska jer bi vrlo brzo cijeli srpski teritorij zapadno od Brčkog vjerojatno pao u ruke hrvatskih ili bošnjačkih snaga. Akcija Južni potez, prekinuta je na zahtjev međunarodne zajednice 15. listopada 1995.
Uspješne vojne operacije Hrvata, ali i intervencija NATO-a operacijom Namjerna sila natjerali su Srbe da sjednu za pregovarački stol. Operacija Namjerna sila, kako je nazvana intervencija, uključila je bombardiranje srpskih položaja, uz nekoliko prekida, koje je trajalo oko 2 tjedna i službeno je okončana s dogovorom deblokade Sarajeva, 14. rujna 1995. godine. Namjena vojne intervencije NATO-a je bila uspostavljanje vojnog balansa na terenu i tjeranje srpske strane da se odazove mirovnom procesu. Pored bombardiranja srpskih vojnih uporišta oko Sarajeva, NATO-ov plan je uključio i selektivno bombardiranje strategijskih srpskih vojnih položaja širom Bosne i Hercegovine, što uključuje i bombardiranje komunikacijskog centra srpske vojske nedaleko od Banje Luke, a koji je za posljedicu imao destabilizaciju srpskih vojnih položaja u zapadnoj Bosni i značajno napredovanje hrvatskih snaga u Operaciji Oluja. NATO je za 15 dana bombardiranja izveo 3.200 naleta, i pritom na srpske položaje istresao 10.000 tona eksploziva. Kao posljedica zračnih udara NATO-a poginula su 152 civila, a 273 su teže ili lakše ranjena.

### Diplomatski pritisci na hrvatsku i bošnjačku stranu
Hrvatske (HV i HVO) i bošnjačke snage (ABiH) konačno su dočekale prigodu da mogu ići u oslobađanje cijele BiH. Uspjehom Oluje i u sjeverozapadnoj BiH, saveznici su krenuli u oslobađanje ostatka BiH. No onda su se umiješali interesi velikih sila i visoka politika. Hrvatski i bošnjački vojni i politički vrh bili su izloženi otvorenim prijetnjama da zaustave svoje snage i da nikako ne diraju Banju Luku. Tuđmanu su prijetili NATO-vim udarima po teritoriju Hrvatske. Generalu ABiH Rasimu Deliću je američki diplomat Richard Holbrooke zaprijetio na sastanku u Zagrebu. Prijetili su im da će ih bombardirati (NATO-ove) snage. Nakon prvog vala prijetnjâ i zaustavljanja ofenzive (Hrvati su zaustavili 19. rujna), Srbi su pošli u žestoku protuofenzivu. Hrvatsko i bošnjačko vojno vodstvo (s hrvatske strane: ministar obrane Gojko Šušak, generali Ante Gotovina, Zvonimir Červenko, Mirko Norac i Tihomir Blaškić, s bošnjačke generali Mehmed Alagić, Vahid Karavelić i Rasim Delić) na to su dogovorili 5. listopada nova oslobađanja. Uslijedile su nove prijetnje. Alija Izetbegović je 1996. javno izjavio da ga je početkom listopada 1995. pritiskao američki veleposlanike John Menzies, tražeći da obustavi operaciju oslobađanja zemlje. Od SAD-a je dobio "dva dana produžetka" za osloboditi Prijedor i Omarsku. Međunarodnim moćnicima potpuni poraz srpskih snaga nije bio poželjan.

### Daytonski sporazum
Korijen mirovnog sporazuma koji će biti potpisan 1995. godine seže još u 1993. godinu kada su Franjo Tuđman i Slobodan Milošević predložili podjelu Bosne i Hercegovine po nacionalnom principu. Prvobitni prijedlog će istovremeno biti prihvaćen i odbijen. Prihvaćen jer se ideja o podjeli svidjela međunarodnoj zajednici, a odbijen jer je po riječima francuskog diplomata potrebna poštenija podjela Bosne i Hercegovine na 3 dijela. Njemački časopis Westdeutsche Zeitung je tu odluku međunarodne zajednice koja će postati osnova za mirovni sporazum nazvao:"Onaj tko ubija, protjeruje i siluje je pobjedio.".
Daytonski sporazum će biti dogovoren u gradu Daytonu između 1 i 25. studenoga 1995. godine, a službeno potpisan tek 15. prosinca iste godine u Parizu. Ovaj nametnuti sporazum koja će vlada Bosne i Hercegovine potpisati krši 5 zakona iz međunarodnih odnosa:
- pravo na državni integritet
- državna suverenost
- upotreba vojske - za promjenu granice nije dopuštena poveljom Ujedinjenih Naroda
- genocid - konvencije Ujedinjenih Naroda o genocidu zahtjeva da se spriječi i kazni zločin genocida dok je Republika Srpska nagrađena za genocid
- pravo na povratak izbjeglica - Po međunarodnom zakonu izbjeglice imaju neupitno pravo na povratak u svoje bivše domove. Daytonski sporazumom to pravo je oduzeto i zamijenjeno pravom na povrat nekretnina u vlasništvo koje entitet ima pravo isplatiti bivšem vlasniku (bez obzira na njegove želje) kako se on ne bi vratio u svoj dom iz kojeg je protjeran.

Tvorac mirovnog sporazuma Richard Hoolbroke je na to kršenje međunarodnog zakona izjavio kako zakonitost sporazuma nije upitna i da su (zapadni saveznici) odustali od principa prije mnogo vremena.
Takvim sporazumom je ujedno ispunjeno proročanstvo vlade Bosne i Hercegovine iz 1992. godine kada je ona izjavila u izvještaju za Ujedinjene Narode:
Zajedno s vojnim aktivnostima agresor je pokrenuo etničko čišćenje kako bi promijenio demografsku strukturu države i tako stvorio uvjete za njenu podjelu ili drugim riječima govoreći kako bi dao međunarodnoj zajednici takozvane argumente za podjelu države
Mirovnim sporazumom Bosna i Hercegovina je podijeljena na dva politička entiteta imena: Federacija Bosna i Hercegovina i Republika Srpska i distrikt Brčko. Prvi polički entitet se prostire na 51 % države Bosne i Hercegovine, a drugi na 49 % uključujući i one teritorije na kojima je sudskim putem utvrđeno da je izvršila genocid.
Pored ostalog izborni proces stvoren Daytonskim sporazum navodno krši Europsku konvenciju o ljudskim pravima jer ne dopušta pripadnicima bosanskohercegovačkih manjina da budu izabrani u predsjedništvo. Zbog toga su po jedan pripadnik židovske i romske zajednice kao i Bošnjak iz Republike Srpske (u predsjedništvo može biti izabran samo Srbin iz Republike Srpske) digli tužbu pred Europskim sudom za ljudska prava 2007. godine

### Rat poslije rata
Kraj oružanog sukoba za mnoge civile nije označio i kraj rata. Sljedećih godinu dana Republika Srpska vodi kampanju etničkog čišćenja posljednjih Bošnjaka i Hrvata koji su uspjeli preživjeti rat na njenom teritoriju. Ratni zarobljenici ili preciznije govoreći osobe koje se vode kao zarobljenici (računajući i bebu od 16 mjeseci) će biti postepeno pušteni iz zarobljeništva, dok će za druge biti otkriveno da su pogubljeni, a neke od mladih bošnjakinja će i dalje živjeti u seksualnom ropstvu.

## Zločinci i heroji
```
Činjenica je da su tijekom rata 90 % akcija etničkog čišćenja izvršile srpske snage
[
131
]
```

Kada se govori o zločincu Milomiru Stakiću optuženom za genocid nad Nesrbima na području Prijedora gdje je ubijao logoraše ili Draganu Nikoliću koji je vršio identičnu stvar u istočnoj Bosni ne smije se zaboraviti niti Lazara Manojlovića koji je spašavao Bošnjake iz logora u Batkoviću, ili Srđana Aleksića i doktora Sekulu Stanića koji su ubijeni jer su spašavali Bošnjake od svojih sunarodnjaka.
Kada se govori o ratnom zločincu i silovatelju Radomiru Kovaču koji je žene za silovanje zaključavao u svojem stanu i ostavljao ih bez hrane da skapavaju od gladi, moramo se sjetiti i njegovog rođaka koji je tim ženama dostavljao hranu preko prozora i kasnije na suđenju svjedočio o zločinima svog rođaka ili se trebamo sjetiti slučaja Almire S. za čiju je slobodu njen srpski susjed platio 5,600 njemačkih maraka u doba kada je mjesečna plaća bila ispod 50 maraka

## Međunarodna zajednica

### Velika Britanija
Protivno jasno izgovorenim željama Bosne i Hercegovine pred Ujedinjenim Narodima da država treba oružje i zračnu potporu, a ne strane vojnike Francuska i Rusija predvođene Velikom Britanijom izglasavaju u kolovozu 1992. godine slanje UNPROFORa. Ti vojnici tamo poslani protivno željama bosanske vlade ubrzo postaju formalno glavni britanski razlog za embargo na oružje jer bi njegovo ukidanje dovelo u "opasnost" britanske vojnike na terenu.
U toj propagandnoj izjavi kao i u mnogim sličnim tijekom rata vlada Velike Britanije je degradirala vladu Bosne i Hercegovine na jednu of frakciju u građanskom ratu.
Propagandna poruka Londona Sarajevu tada postaje ili embargo ili UNPROFOR, ali kada je bosanska vlada zatražila povlačenje UNPROFORa u svibnju 1993. godine dobiva odgovor Velike Britanije kako nema nikakve garancije da će embargo biti ukinut nakon povlačenja trupa pa je vlada povukla svoj zahtjev. Opoziv zahtjeva za ukidanje embarga će od tada biti korišteno od britanske vlade u propagandne svrhe kao dokaz da Sarajevo niti ne želi njegovo ukidanje
Po riječima američkog predsjednika Bila Clintona Velika Britanija je bila glavna prepreka ukidanju embarga na oružje, dok je Srebrenica Report od Ujedinjenih Naroda jasno utvrdio kako je embargo na oružje efikasno oduzeo pravo Bosne i Hercegovine na samoobranu koje je bilo garantirano poveljom Ujedinjenih Naroda.
Osim održavanja embarga protivno željama Opće skupštine Ujedinjenih Naroda koja je dvaput glasovala za ukidanje bez ijedne države koja je dala protivni glas, Velika Britanija tijekom 1992-95 godine vodi po riječima pomoćnika Madeleine Albright politiku "najmanje moguće akcije"  koja rezultira zaštitom srpskih snaga od zračne odmazde NATOa.
Velika Britanija je tijekom rata bila optužena i od svoje bivše premijerke Margaret Thatcher. i od Bosne i Hercegovine za suučesništvo u genocidu, što je od Londona bila potpuno ignorirano. Po završetku rata britanski ministar vanjskih poslova je otišao u Beograd po nagradu za dobro obavljeni posao.  Na britanske kritike za taj potez koji je kompaniji NatWest samo za početak donio 10,000,000 američkih dolara on je samo odgovorio da je privatizacija Srbije u interesu zapada.

### Sjedinjene Američke Države
Praktički odmah na početku rata Sjedinjene Američke Države su za razliku od europskih partnera odmah ocijenile kako je na djelu srpska agresija. To ipak nije donijelo nikakvu osim moralne podrške Bosni i Hercegovini zbog ranijeg dogovora da europske sile preuzmu kontrolu nad europskim problemom ili kako je glasogovornica američkog ministarstva vanjskih poslova izjavila 17. travnja 1992. godine: "Jasno je da Europska zajednica mora preuzeti rukovodstvo nad krizom". U skladu sa svojom analizom stanja na terenu SAD će zahtijevati ukidanje embarga na oružje i zračne napade protiv Srpskih snaga čemu će se žestoko suprotstavljati Velika Britanija i Francuska. Takav razvoj događaja dovodi do najgorih odnosa Londona i Washingtona od razdoblja Sueske krize (1956. godina). Bez obzira na javna neslaganja SADa i europskih partnera pred Ujedinjenim Narodima i svim drugim međunarodnim organizacijama SAD neće nikad glasovati protiv europljana po pitanju stanja u Bosni i Hercegovini pošto je ono ocijenjeno manje važnim od povijesnog prijateljstva. Niti pobuna u američkom ministarstvu vanjskih poslova kada su tamošnji viši službenici pisali pisma i davali ostavke riječima "Ja ne mogu više raditi u ministarstvu vanjskih poslova koje prihvaća uništenje europske države i koje neće reagirati protiv genocida i srpskih dužnosnika koji ga provode" neće utjecati na odluke Washingtona.
Do drastične promjene dolazi tek nakon genocida u Srebrenici kada katastrofalna politika u Bosni i Hercegovini postaje svima jasna. Tadeusz Mazowiecki bivši premijer Poljske i bivši predstavnik specijalni predstavnik Ujedinjenih Naroda u Bosni i Hercegovini je svojom izjavom:"Mogu li se ja u Poljskoj osjećati siguran nakon ovih događaja ? Gradovi Srebrenica i Žepa su bili napušteni. Tko može reći da tako jednog dana neće biti napuštena i Poljska ?" jasno rekao razmišljanja koja su se pojavila u njegovoj domovini.
Pritisci ili bolje govoreći panika stvorena u istočno europskim zemljama zbog njihovog straha Rusije zajedno s pobunom američkih političara koji se osjećaju osramoćeno i 2. kolovoza 1995. godine nadglasavaju u drugom pokušaju (prvi je bio 1994. godine) predsjednički veto ukidajući tako embargo na oružje. Kako svi pokušaji američkog predsjednika da spriječi kongresno ukidanje embarga (koji su već ukinule muslimanske države) propadaju istog dana kada je ono izglasano NATO savez izjavljuje da će braniti sve preostale "zaštićene zone". Ta odluka će na kraju rezultirati zračnim napadima NATOsaveza koji će zajedno s kopnenim napadima vojske Bosne i Hercegovine i Hrvatske prisiliti Republiku Srpsku da prihvati europsko rješenje sukoba (podijela Bosne i Hercegovine na srpski i bošnjačkohrvatski dio).

### UNPROFOR
Više od mjesec dana nakon početka agresije to jest 14. svibnja 1992. godine generalni sekretar Ujedinjenih Naroda Boutros-Ghali je ponovno odbio zahtjev Bosne i Hercegovine pošto bi to značilo "slanje više desetaka tisuća vojnika u borbu s jako dobro naoružanim i odlučnim suparnikom". Namjesto slanja tih vojnika za zaustavljanje agresije tijekom lipnja 1992. godine Vijeće sigurnosti UN donosi odluku o slanju UNPROFORa na sarajevski aerodrom kako bi se dostavlja pomoć. Daljnjim rezolucijama UNPROFOR će postati zadužen za dostavu prije svega hrane na svim područjima Bosne i Hercegovine gdje će to biti dopušteno od lokalnih vojnih snaga. 31. ožujka 1993. Vijeće Sigurnosti UNa donosi odluku da UNPROFOR preuzme sve potrebne mjere kako bi se spriječili vojni letovi. Između travnja 1993. i kraja rata UNPROFOR će primijetiti 5711 kršenja zabrane letove,  ali će vojno intervenirati samo 28. veljače 1994. godine kada će ratni avioni NATO saveza oboriti 4 srpska aviona tipa Jastreb.
Osim ovlasti za rušenje aviona koji krše zabranu letove, ratni avioni NATO saveza (kao članovi UNPROFORa) su dobili zadatak da štite vojnike UNPROFORa na terenu i zaštićene zone koje će biti proglašene rezolucijom Vijeća sigurnosti 1993. godine. Zbog raznih razloga od dvostrukog ključa za izdavanje naređenja za napad, do veta članica NATO saveza, "neobičnih" atmosferskih smetnji (kiša, oblaci ili sunce koje udara u oči) ili naređenja da se napadne cilj, ali da ga se ne pogodi napadi se u stvarnosti praktički nikada nisu dogodili do konca kolovoza 1995. godine.
Tragedija "zaštićenih zona" koje štiti UNOPROFOR je bila gotovo osigurana prije nego što je Vijeće Sigurnosti donijelo rezoluciju o njihovom stvaranju. U incidentu koji se tijekom 8. siječnja 1993. godine dogodio konvoj UNPROFORa u kojem se nalazio Hakija Turajlić zamjenik premijer Bosne i Hercegovine zaustavile su snage vojske bosanskih Srba. Nakon 90 minuta natezanja francuski vojnici UNPROFORa su otvorili vrata u kojima se nalazio Hakija Turajlić kako bi on bio strijeljan, a oni nastavili svoj put i potom bili nagrađeni za junaštvo.
Taj scenarij se ponovio u Srebrenici tijekom genocida kada će tamošnji stanovnici biti masakrirani pred očima UNPROFORa koji ih je trebao zaštiti, a Joris Voorhoeve nizozemski ministar obrane će uložiti veto na zračne napade NATO saveza koji su mogli spriječiti genocid kako bi zaštitio vlastite vojnike od srpskih prijetnji. Također kao u slučaju francuskih vojnika i ubojstva Hakija Turajlića tako će i nizozemski vojnici biti medalju od svoje vlade za prikazano "junaštvo"
Nakon srebreničkog debakla UNPROFORa dolazi do promjene načina rada snaga NATO saveza koje dobivaju slobodnije ruke što će rezultirati zračnom kampanjom u razdoblju 30. kolovoza - 20. rujna 1995. godine koja će značajno pomoći zajednički napad Hrvatskih i Bosanskohercegovačkih snaga na srpske pozicije.

## Kronologija
| Datum                                | Događaj |
| 3. ožujka 1992.                      | BiH proglašava samostalnost od SFRJ |
| 18. ožujka 1992.                     | Pod posredništvom Europske zajednice politički predstavnici triju konstitutivnih naroda potpisuju Carrington–Cutileirov mirovni plan o načelima novog ustavnog ustrojstva za Bosnu i Hercegovinu |
| 28. ožujka 1992.                     | Alija Izetbegović povlači svoj potpis s Carrington–Cutileirovog mirovnog plana |
| 1. travnja 1992.                     | Pokolj u Bijeljini |
| 5. travnja 1992.                     | Započinje opsada Sarajeva |
| 6. travnja 1992.                     | EU priznaje samostalnu BiH |
| 6. travnja 1992.                     | Pokolj u Višegradu |
| travnja – listopada 1992.            | Pokolj u Doboju |
| 7. travnja 1992.                     | Masakri u Foči |
| 8. travnja 1992.                     | Masakr u Zvorniku |
| travnja 1992.                        | Započinje opsada Srebrenice, Žepe, Bihaća i Goražda |
| svibnja 1992.                        | Pokolj u Prijedoru |
| 2. svibnja – 3. svibnja 1992.        | Napad na kolonu JNA u Sarajevu |
| 16. svibnja 1992.                    | Pokolj u Zaklopači |
| 30. svibnja 1992.                    | UN nameće sankcije protiv SR Jugoslavije |
| 10. lipnja 1992.                     | Pokolj u Čemernu |
| 7. lipnja - 26. lipnja 1992.         | Operacija Lipanjske zore |
| 14. lipnja 1992.                     | Masakr u Sokolinama; Operacija Koridor |
| 15. lipnja 1992.                     | Pokolj u Pakleniku |
| 19. lipnja 1992. – 23. veljače 1994. | Bošnjačko-hrvatski sukob |
| lipnja 1992. – travnja 1993.         | Bošnjačko-hrvatski sukob: Dolina Lašve |
| 24. srpnja 1992.                     | Pokolj u Briševu 24. i 25. srpnja 1992. |
| 21. kolovoza 1992.                   | Masakr na Korićanskim stijenama |
| 22. rujna 1992.                      | SFR Jugoslavija (Srbija i Crna Gora) izbačena iz UN-a |
| 22. listopada 1992.                  | Masakr u Sjeverinu |
| 7. siječnja – 8. siječnja 1993.      | Napad na Kravicu |
| 15. siječnja 1993.                   | Dušanski masakr |
| 13. travnja 1993.                    | Masakr u Zenici |
| 16. travnja 1993.                    | Masakr u Ahmićima |
| svibnja 1993.                        | Sukob u Mostaru |
| 28. srpnja 1993.                     | Pokolj u Doljanima 28. srpnja 1993. |
| 10. kolovoza 1993.                   | Pokolj u Mokronogama |
| 9. rujna 1993.                       | Pokolj u Grabovici 9. rujna 1993. |
| 23. listopada 1993.                  | Pokolj u Stupnom Dolu |
| 22. prosinca 1993.                   | Pokolj u Križančevu Selu |
| 5. veljače 1994.                     | Masakri u Sarajevu |
| 28. veljače 1994.                    | Incident kod Banje Luke |
| 18. ožujka 1994.                     | Washingtonski sporazum |
| 7. travnja 1994.                     | Operacija Skok-1 |
| 13. svibnja 1994.                    | Ministri vanjskih poslova Francuske, Rusije, Britanije, SAD-a i "EU Trojka" zajedno s potpredsjednikom Europske komisije nakon dogovora u američkom veleposlanstvu u Ženevi pozivaju na četveromjesečno primirje, traže pregovore pod okriljem Kontakt grupe uvjetujući teritorijalnu podjelu između muslimansko-hrvatske federacije i Republike Srpske u omjeru od 51 % na prema 49 % |
| 2. lipnja – 21. kolovoza 1994.       | Operacija Tigar |
| 29. studenoga – 24. prosinca 1994.   | Operacija Zima '94. |
| 25. svibnja 1995.                    | Masakr na Kapiji |
| 2. lipnja 1995.                      | Incident kod Mrkonjić Grada |
| 4. lipnja 1995.                      | Operacija Skok-2 |
| 11. srpnja – 22. srpnja 1995.        | Genocid u Srebrenici |
| 25. srpnja – 30. srpnja 1995.        | Operacija Ljeto '95. |
| 4. kolovoza – 7. kolovoza 1995.      | Operacija Oluja, kraj opsade Bihaća |
| 28. kolovoza 1995.                   | Drugi masakr na Markalama |
| 30. kolovoza – 14. rujna 1995.       | Operacija Namjerna sila |
| 8. rujna – 17. rujna 1995.           | Operacija Maestral |
| 14. prosinca 1995.                   | Potpisan Daytonski sporazum |
| 29. veljače 1996.                    | Kraj opsade Sarajeva |

## Žrtve
Istraživanje o broju žrtava koje je dovršeno u lipnju 2007. godine navodi podatak o između 100 000 i 110 000 žrtava, a broj poznatih žrtava (s punim imenom i prezimenom) je bio 97 207. 89% od svih žrtava su bili muškarci dok su žene činile 10% žrtava. Najveći broj civilnih žrtava je poginuo u početnoj fazi srpsko-crnogorske agresije to jest između svibnja i kolovoza 1992. godine.
Kao u Hrvatskoj gdje postoji rasprava o "velikom" broj branitelja, slična postoji i u Bosni i Hercegovini. Po službenim podatcima iz 2007. godine broj ubijenih civila s poznatim imenom i prezimenom je "samo" 45 110, dok su sve ostale poznate žrtve rata bili vojnici. Mirsad Tokača predsjednik IDC-a koji je stvorio listu žrtava priznaje postojanje problema po pitanju stvarnoga broja civilnih žrtava pošto se državnim registrima ne može vjerovati po tom pitanju. Tijekom i poslije rata obitelji su zahtijevale da zbog socijalnih beneficija ili nekih drugih razloga njihovi poginuli članovi budu pokopani kao vojnici iako su bili civili što dovodi do pada broja bošnjačkih-muslimanskih civilnih žrtava s 55 261 po istraživanju za Međunarodni sud za ratne zločine počinjene na području bivše Jugoslavije 2004. godine na "samo" 45 110; po istraživanju IDC-a (2007. godine) dok je istovremeno porastao broj poginulih bošnjačkih vojnika s 28 000 na 33 403 (također je i broj žrtava između ta 2 istraživanja smanjen za 5000).
Po nacionalnosti 64 036 žrtava su bili Bošnjaci, 24 905 su bili Srbi  i 7788 Hrvati. Većina srpskih (20 690 od 24 905) i hrvatskih (5719 od 7788) žrtava su bili vojnici, dok kod Bošnjaka većinu čine civili (33 403 od 64 036).
Po mjestima smrti najviše žrtava je bilo u dolini rijeke Drine gdje je bilo ubijeno ili poginulo 28 666 ljudi ili 30% od svih žrtava rata dok se na drugom mjestu nalazi Sarajevo s 14 656 žrtava. Prije rata na području današnje Republike Srpske je živjelo više od 500 tisuća Nesrba, a nakon rata ih je ostalo samo 20 tisuća.
- vidi: Ubijeni i nestali Hrvati Bosne i Hercegovine 1991. - 1995.  Arhivirana inačica izvorne stranice od 3. studenoga 2011. (Wayback Machine) imena ubijenih i nestalih Hrvata Bosne i Hercegovine prema podacima IDC-a

### Promjena stanovništva 1991./2008.
| Stanovništvo Federacije BiH (1991./2008.) | Muslimani          | Hrvati           | Srbi            | Ukupno    |
| ----------------------------------------- | ------------------ | ---------------- | --------------- | --------- |
| Federacija BiH (1991.)                    | 1 423 593 (52,3 %) | 594 362 (21,9 %) | 478 122(17,6 %) | 2 720 074 |
| Federacija BiH (2008.)                    | 1 625 000 (70 %)   | 650 000 (28 %)   | 33 000 (1,4 %)  | 2 321 897 |

| Stanovništvo distrikta Brčko (1991./2008.) | Muslimani       | Srbi            | Hrvati          | Ukupno |
| ------------------------------------------ | --------------- | --------------- | --------------- | ------ |
| Brčko (1991.)                              | 38 617 (44,1 %) | 18 128 (20,7 %) | 22 252 (25,4 %) | 87 627 |
| Brčko (2008.)                              | 31 000 (43,9 %) | 33 000 (46,5 %) | 8 000 (11,5 %)  | 70 471 |

| Stanovništvo Republike Srpske (1991./2008.) | Srbi             | Muslimani        | Hrvati          | Ukupno    |
| ------------------------------------------- | ---------------- | ---------------- | --------------- | --------- |
| Republika Srpska (1991.)                    | 869 854 (55,4 %) | 440 746 (28,1 %) | 144 414 (9,2 %) | 1 569 332 |
| Republika Srpska (2008.)                    | 1 315 000 (88 %) | 120 000 (8 %)    | 60 000 (4 %)    | 1 494 912 |

## Posljedice rata
Po završetku rata međunarodna zajednica najviši državni organ Bosne i Hercegovine je Visoki predstavnik za Bosnu i Hercegovinu kojeg postavljaju zapadne sile, a kojeg potvrđuje Vijeće sigurnosti UN-a. Prvobitna namjera je bila ukinuti ovaj položaj 2008 godine, ali je on tada produžena na neodređeno vrijeme dok Bosna i Hercegovina ne postane mirna, stabilna država na putu u Europske integracije.
Budućnost države podijeljene na dva entiteta s vlastitim parlamentom i predsjednikom temeljem Daytonskog sporazuma je upitna zbog nacionalnih tenzija koje se ne smiruju kao i zbog činjenice da većina Hrvata i Srba svoju budućnost vidi u Hrvatskoj i Srbiji, a ne Bosni i Hercegovini. S druge strane državljani Bosne i Hercegovine koji su došli u zapadnoj Europi kao ratne izbjeglice ili odmah nakon rata se masovno odriču državljanstva kako bi dobili ono austrijsko, njemačko ili neko drugo, dok se s druge strane jako malen broj protjeranih vraća u svoje bivše sela i gradove.
Sveukupno po službenim podacima od 2,2 milijuna ratnih izbjeglica smatra se da ih se 1,026,692 vratilo u Bosnu i Hercegovinu, a njih 467,297 ih se vratilo u entitet gdje su manjina i to njih 274,965 se vratilo u Federaciju Bosnu i Hercegovinu, 170,237 u Republiku Srpsku i 22,095 u Distrikt Brčko. Današnju nacionalnu sliku na području Republike Srpske nam daruje grad Foča poznat po genocidu nad bošnjacima 1992. godine. Prije rat u gradu je živjelo 22,500 Bošnjaka, a sada ih ima samo 4,000

## Vanjske poveznice
- UN-ov izvještaj iz Srebrenice (1999.) (engl.)
- Obilježena dva desetljeća od slamanja JNA u dolini Neretve i Livanjskom polju
- HercegBosna.org - Rat u Bosni i Hercegovini

1. Davor Marijan: Smrt oklopne brigade, Naklada Zoro, Zagreb-Sarajevo 2002. - Izvadci iz 5. poglavlja: Izgubljene pobjede: povodom Sjećanja vojnika stožernoga generala Martina Špegelja
2. Davor Domazet-Lošo: Hrvatska i veliko ratište, Udruga Sv.Jurja, Zagreb 2002. - Uloga JNA kao srpske imperijalne sile u bosanskohercegovačkom ratu

- HercegBosna.org - Ratna kronika Nenad Ivanković: Krvava zemlja: o ratu u Bosni i Hercegovini, Tiva, Varaždin 2003.

1. Livno
2. Posavina
3. Rama
4. Srednja Bosna
5. Hercegovina